# Bazylika Grobu Świętego
Bazylika Grobu Świętego (hebr. כנסיית הקבר, Kenesijat ha-Kewer; łac. Sanctum Sepulchrum; w wielu językach zwana „kościołem Zmartwychwstania Pańskiego”: gr. Ναός της Αναστάσεως, Naos tes Anastaseos, arab. ‏كنيسة القيامة‎, Kanisat al-Kijama, lub „Święte Zmartwychwstanie”: orm. Սուրբ Հարություն, Surp Harutiun) – najważniejsza świątynia chrześcijańska położona w Dzielnicy Chrześcijańskiej na Starym Mieście Jerozolimy, w domniemanym miejscu męki, ukrzyżowania, złożenia do grobu i zmartwychwstania Jezusa Chrystusa.
Pierwsza bazylika w tym miejscu została wybudowana w IV wieku z polecenia cesarza Konstantyna. Była ona trzykrotnie większa od współczesnej budowli – rozciągała się od obecnej rotundy (Anastasis), w której mieści się edykuła Grobu, aż do ówczesnej głównej ulicy miasta – Cardo Maximus, gdzie dzisiaj znajduje się cerkiew św. Aleksandra Newskiego. Budowla konstantyńska została zniszczona przez Persów pod wodzą Chosrowa II Parwiza, który w 614 zdobył Jerozolimę. Za panowania cesarza Herakliusza sanktuarium – w mniejszych rozmiarach – odbudował patriarcha Modest. Bazylika została jednak doszczętnie zniszczona w 1009 na polecenie kalifa Al-Hakima. W 1099 roku krzyżowcy zdobyli Jerozolimę i na miejscu ruin wznieśli nową świątynię. Na przestrzeni wieków sanktuarium było wielokrotnie przebudowywane oraz nękane przez pożary, trzęsienia ziemi i grabieże. W efekcie pod względem architektonicznym kształt świątyni jest rezultatem różnej jakości przebudów i remontów. Mimo że zewnętrzny wygląd Grobu został znacznie odmieniony, a skała Golgoty w dużym stopniu zniszczona, nadal należą one do najcenniejszych relikwii chrześcijańskich, a sanktuarium przyciąga ogromne liczby pielgrzymów z całego świata.
Bazylika nie jest wyłączną własnością żadnego Kościoła chrześcijańskiego, ale pozostaje we współposiadaniu przedstawicieli kilku wyznań. W bazylice swoje siedziby mają przedstawiciele trzech kościołów: greckiego Prawosławnego Patriarchatu Jerozolimy, Kościoła łacińskiego reprezentowanego przez Zakon Braci Mniejszych (franciszkanie) oraz Apostolskiego Kościoła Ormiańskiego; mogą oni pełnić na zmiany funkcje liturgiczne w sanktuarium. W największe święta przestrzeń bazyliki jest udostępniana dla liturgii Syryjskiego Kościoła Ortodoksyjnego i Etiopskiego Kościoła Ortodoksyjnego. Z kolei Koptyjski Kościół Ortodoksyjny ma prawa tylko do kilku pomieszczeń, a w wybrane dni jego wspólnota może sprawować liturgię we własnej kaplicy znajdującej się na tyłach kaplicy Grobu. Relacje między wspólnotami reguluje wywodząca się z czasów Imperium Osmańskiego zasada Statu Quo.
Od 1980 bazylika wraz z całym Starym Miastem Jerozolimy figuruje na liście światowego dziedzictwa UNESCO.

## Historia

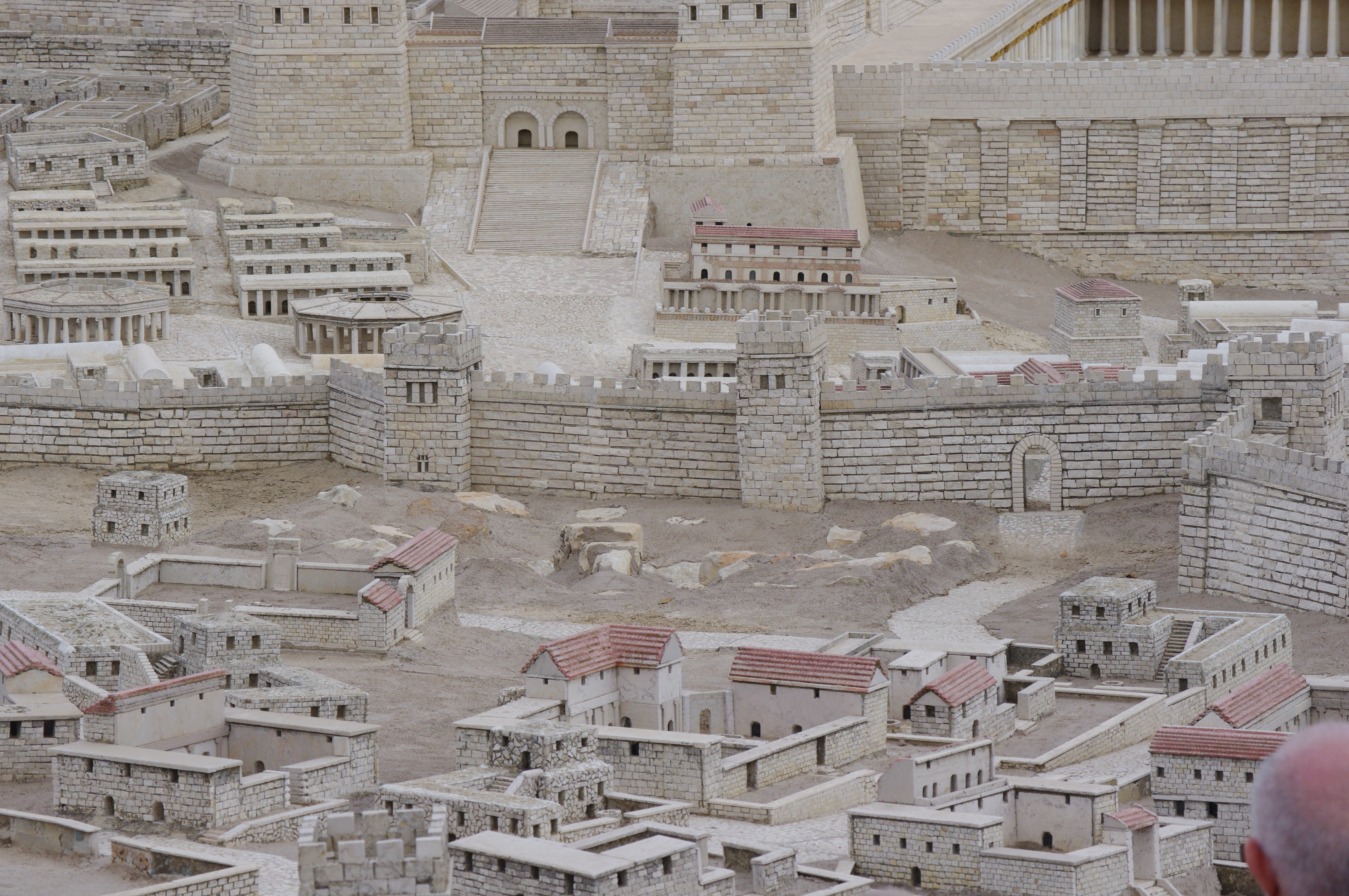
Makieta Jerozolimy z okresu II świątyni w Muzeum Izraela. W centrum zdjęcia prawdopodobna lokalizacja Golgoty, w głębi – Twierdza Antonia

Badania archeologiczne przeprowadzone na terenie sanktuarium pozwalają na stwierdzenie, że teren na którym zlokalizowana jest bazylika, był od VIII wieku p.n.e. używany jako kamieniołom wapienia. Ślady wskazują, że eksploatacja była prowadzona jeszcze w I wieku p.n.e. Pod bazyliką nadal znajdują się pokłady dobrej jakości wapienia, a odkryte tam bloki skalne noszą ślady dawnej eksploatacji. Podczas prowadzonych w tych miejscach prac archeologicznych odkryto także elementy ceramiki datowanej na epokę żelaza (VII wiek).

### Okres rzymski
Sanktuarium powstało w miejscu, które w czasach Jezusa znajdowało się poza murami Jerozolimy. Na początku I wieku n.e. był to opuszczony kamieniołom, w którym dokonywano egzekucji na skazańcach. Samotna, około 11-metrowa skała zwana była Golgotą (w oryg. gr. Γολγοθᾶ Golgotha z aram. גלגלתא Gulgalta lub Golgolta, w tłum. łac. Calvaria), co oznaczało „czaszkę”, a ściślej – jej wierzchołek. Zgodnie z tradycją żydowską było to miejsce, w którym znajdował się grób biblijnego Adama. Tradycja łączy skałę grobu Adama także z miejscem ofiarowania Izaaka przez Abrahama. Według ewangelistów (Mt 27,33; Mk 15,22; J 19,17; Łk 23,33) na skale Czaszka ukrzyżowany został Jezus Chrystus. Według Nowego Testamentu po zdjęciu z krzyża ciało Jezusa zostało tam pochowane przez jednego z uczniów Jezusa, członka Sanhedrynu – Józefa z Arymatei. Józef „...udał się do Piłata i poprosił o ciało Jezusa. Wówczas Piłat kazał je wydać. Józef zabrał ciało, owinął je w czyste płótno i złożył w swoim nowym grobie, który kazał wykuć w skale. Przed wejściem do grobu zatoczył duży kamień i odszedł”. „A na miejscu, gdzie Go ukrzyżowano, był ogród, w ogrodzie zaś nowy grób, w którym jeszcze nie złożono nikogo” (J 19,41). Grób był nowy i musiał być ulokowany poza murami, bowiem nakaz prawny o którym wspominał Cyceron, zabraniał dokonywania pochówków w obrębie miasta. Skalny grobowiec wykuwany na potrzeby Józefa z Arymatei był niewątpliwie wyjątkowy, budowany był bowiem dla zamożnego człowieka.
W 1842 niemiecki naukowiec Otto Thenius odkrył w pobliżu Bramy Damasceńskiej skalistą skarpę, którą identyfikował ze wzgórzem Golgota. Pogląd ten poparło kilku badaczy, szczególnie po odkryciu w 1867 w bezpośrednim otoczeniu skarpy starego, skalnego grobowca. Zwolennikiem tej tezy był także brytyjski generał Charles Gordon, który odwiedził Jerozolimę w 1883 i – nie znając uwarunkowań historycznych – zwracał uwagę, że lokowanie Grobu w tradycyjnym miejscu musi być błędne, bowiem nie znajdowało się ono poza murami miasta. Nisza grobowa, zwana Grobowcem w ogrodzie jest współcześnie miejscem pielgrzymek pątników protestanckich, którzy nie mają zapewnionych praw do przestrzeni w bazylice. Badania archeologiczne przeprowadzone w tym miejscu wykazały, że grobowiec pochodzi z VIII/VII wieku p.n.e.

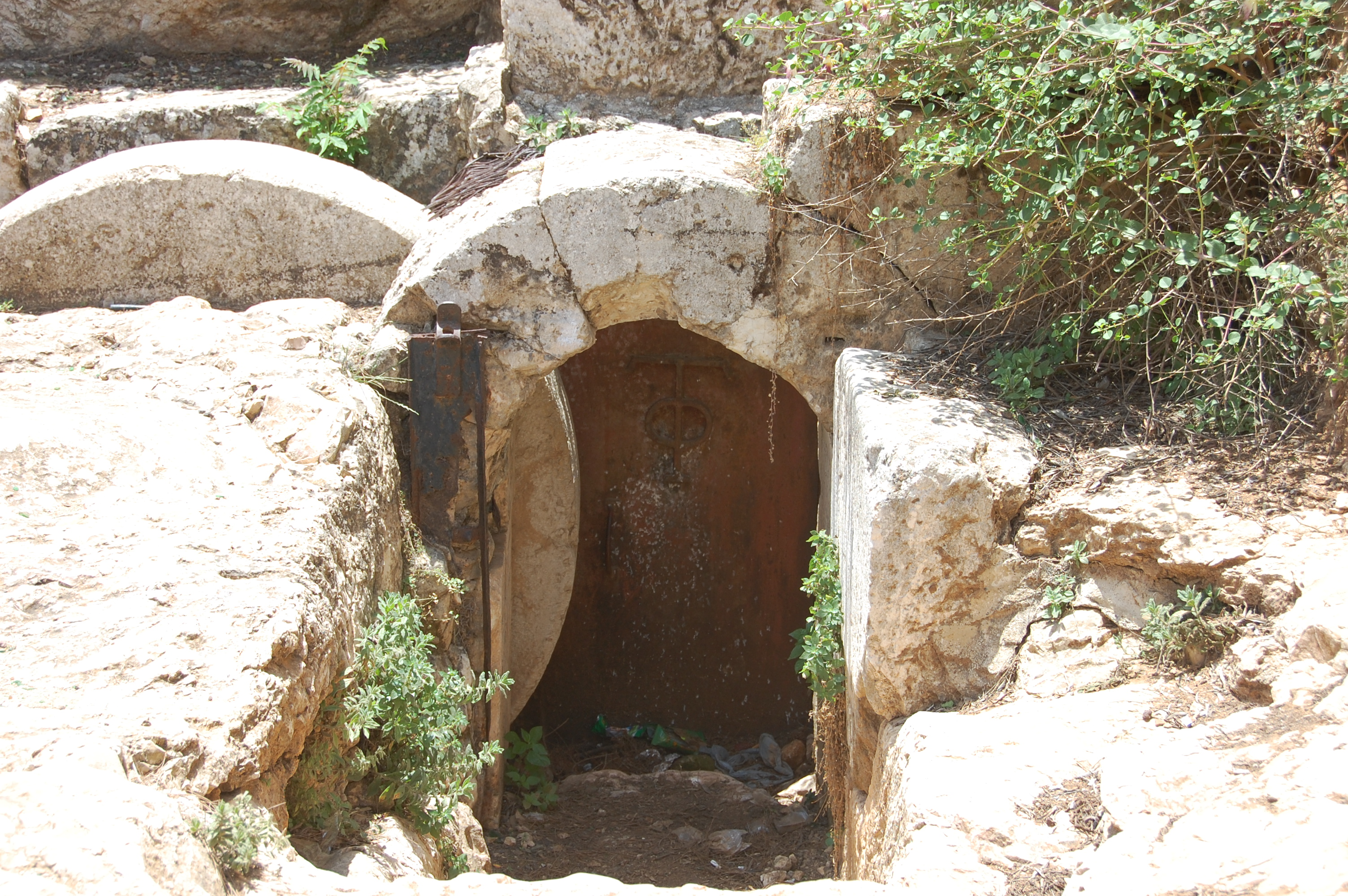
Grobowiec skalny z czasów Heroda Wielkiego (Jerozolima)

#### Zwyczaje pogrzebowe w Palestynie
W Palestynie w okresie rzymskim miała miejsce kolizja zwyczajów i regulacji prawnych w zakresie grzebania osób ukrzyżowanych. Rzymski zwyczaj prawny w zasadzie nie zezwalał na pochówek ciała ukrzyżowanego skazańca. Echa takiej praktyki znaleźć można również w sentencji mówiącej o tym, że zwłoki ukrzyżowanych stają się pokarmem dla sępów. W Palestynie późnego antyku sprawa pochówku zmarłych była uważana za święty obowiązek. Dla Żydów był to obowiązek wynikający z Prawa: „Jeśli ktoś popełni zbrodnię podlegającą karze śmierci, zostanie stracony i powiesisz go na drzewie – trup nie będzie wisiał na drzewie przez noc, lecz tegoż dnia musisz go pogrzebać. Bo wiszący jest przeklęty przez Boga. Nie zanieczyścisz swej ziemi, danej ci przez Pana, Boga twego, w posiadanie” (Pwt 21,22-23). Podobne zalecenia zawierają między innymi rękopisy z Qumran. Wyjątkiem od tej reguły w izraelskiej historii była tylko królewska linia od Dawida do Achaza. Żydowski historyk Józef Flawiusz zaznaczał, że Żydzi „tak bardzo dbali o chowanie zmarłych, że nawet zwłoki ukrzyżowanych z wyroku sądu zdejmowano przed zachodem słońca i grzebano”. W poszczególnych rzymskich prowincjach władze podejmowały jednak decyzje poza przyjętym porządkiem prawnym i prawdopodobnie decydenci wyrażali zgodę na pochówek, by nie godzić w sferę religijną i nie drażnić Żydów. O zgodę na wydanie ciała (i tym samym zgody na pochówek) Jezusa wystąpił do prefekta Judei Piłata Józef z Arymatei.
W Palestynie okresu rzymskiego pochówki miały zróżnicowany charakter. Dzięki odkryciu stosunkowo dużej liczby starożytnych grobów w rejonie Jerozolimy i górach Judei można jednak odnotować wyraźne prawidłowości. Ciała prostych ludzi były umieszczone w korytarzach zbiorowych grobowców lub układane w wykopie w podłożu skalnym, na głębokości około 30 cm pod powierzchnią ziemi. Groby ziemne nie były jednak zbyt rozpowszechnione. Członkowie bogatych rodzin wybierali rozbudowane grobowce wykute w skale, w których komory grobowe miały wydzielone miejsca pochówku. Żydzi kładli ciała swoich zmarłych w grobie, owijali je w płótno i stosowali aromatyczne pachnidła, ale nie używali znanych u Egipcjan form balsamowania lub trumien.

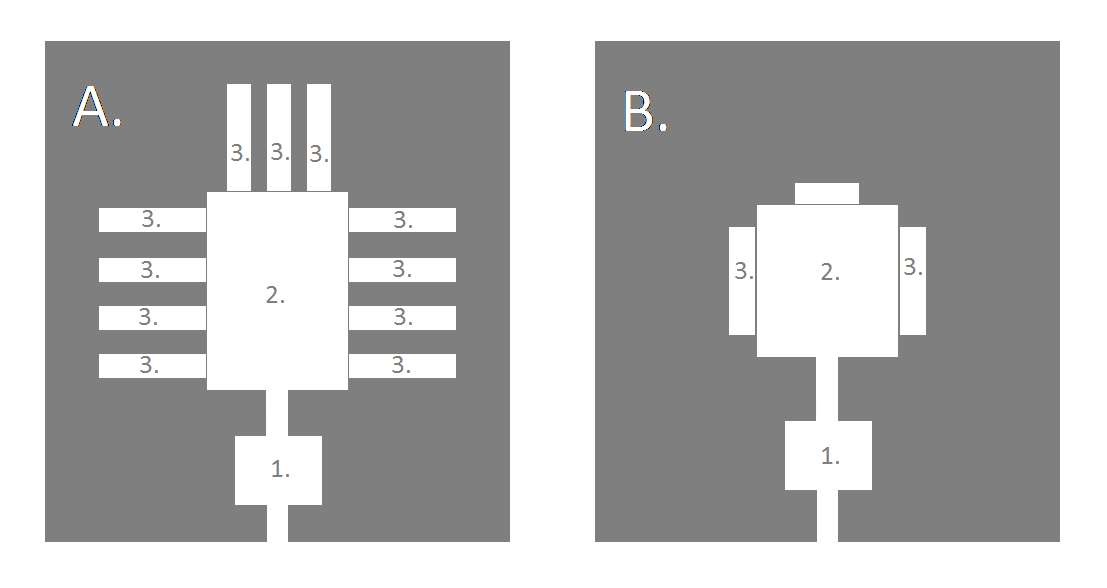
Schemat żydowskich skalnych grobowców z okresu I wieku n.e. w rejonie Jerozolimy:
A: 1 – westybul; 2 – komora grobowa; 3 – koch (loculus)
B: 1 – westybul; 2 – komora grobowa; 3 – arcosolium

Na terenie Jerozolimy odkrywane są zwykle grobowce skalne o dwóch, podobnych do siebie układach. Obydwa składają się z dwóch komór. Pierwsze, zazwyczaj niskie wejście dawało dostęp do przedsionka (westybulu), w którego głębi znajdowały się kolejne drzwi prowadzące do właściwej komory grobowej. Miszna zalecała, by komora grobowa była szeroka na cztery łokcie i długa na pięć łokci. Różnice między grobowcami dotyczą wyłącznie układu wnęk grobowych.

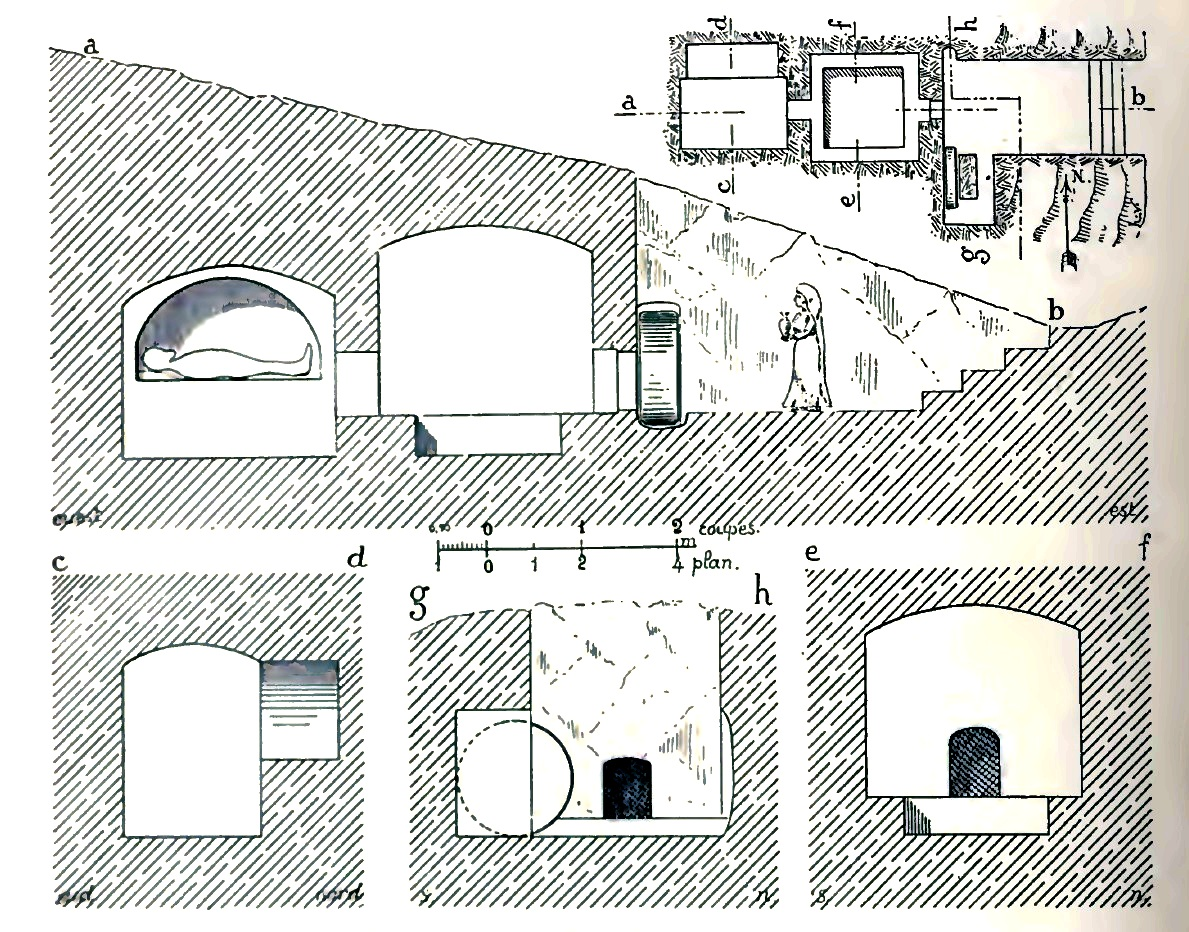
Symulacja przekrojów Grobu Jezusa według Le P. Hugues Vincent (1912)

Pierwszy typ komór grobowych został wprowadzony w II wieku p.n.e. W grobowcu typu A wąskie, niskie nisze zwane koch (l.mn. kochim; hebr. כוכים; łac.: loculus l.mn. loculi) były wykute w skale prostopadle do danego boku komory, co pozwalało na zapewnienie miejsca pochówku dla 9 lub 12 ciał (według źródła powołującego się na Misznę 8 lub 9).
W drugim typie grobowców (B) wzdłuż lewej i prawej ściany komory grobowej wyciosywano po jednej niszy (arcosolium) z łukowym obramowaniem. Grób mógł mieć formę skalnej półki, ale czasem dno wnęki było wykuwane dość głęboko, tak że arcosolium przybierało kształt sarkofagu lub kamiennej trumny, na krawędzi której możliwe było ułożenie poziomej płyty, za pomocą której można było całkowicie zamknąć grób. Trzecia, mniejsza nisza na wprost wejścia mogła być wykorzystana do złożenia ciała dziecka lub ustawienia w niej lampy. Od końca I wieku p.n.e. sklepienie wnęki było często wykuwane w formie łuku. Ten typ grobowców znany jest z Grobów Królewskich w Jerozolimie. Były one zarezerwowane dla osób zamożnych i wyróżnionych. Budowanie grobowca o jednym miejscu stanowiło zdecydowany wyjątek. Wejście do westybulu tego typu grobowca było zwykle zamykane spłaszczonym kamieniem w kształcie późniejszego żarna, umieszczonym w prowadnicy wykutej w skale. Taki sposób zamknięcia był jednak stosowany jedynie w grobowcach tego rodzaju. Jeszcze przed narodzeniem Jezusa na terenie Jerozolimy rozpowszechnił się zwyczaj, by po jakimś czasie szczątki trafiały do ossuarium. Zwyczaj ten panował aż do upadku Świątyni lub nieco dłużej.
Sądząc z układu wnęki grobowej grobowca w edykule bazyliki Grobu Świętego, był to grobowiec typu B. Pewną wskazówką, która może potwierdzać, że w świadomości lokalnych wspólnot chrześcijańskich pierwszych wieków ciało Jezusa było złożone w arcosolium o łukowatym sklepieniu, są artefakty odkryte we wczesnochrześcijańskim, datowanym na 232 r. n.e. domu modlitw (domus ecclesiae) w Dura Europos we wschodniej Syrii. W ścianie tamtejszej kaplicy chrzcielnej umieszczona była misa w kształcie ławy z korytowym zagłębieniem, a nad nią znajdowało się łukowate sklepienie. Chrzcielnica była odwzorowaniem grobowca typu arcosolium, a chrzest miał uświadomić „zanurzenie w śmierć i zmartwychwstanie Chrystusa” i wyrazić ponowne narodziny.
We wnętrzu Grobu w rotundzie bazyliki nie przeprowadzono żadnych badań naukowych aż do 2016 r. Wiadomo, że jeszcze w pierwszych latach istnienia bazyliki bizantyńskiej wnętrze Grobu było sukcesywnie niszczone przez pielgrzymów, którzy starali się odłupać kawałki świętej skały, by zachować je w formie relikwii. Cesarzowa Helena nakazała wówczas, by szczelnie zakryto wnękę grobu alabastrową płytą. Po raz pierwszy płytę podniesiono podczas remontu bazyliki w 1555, a najprawdopodobniej kolejny dopiero w 1809, po pożarze bazyliki. Ostatnie otworzenie grobu nastąpiło 26 października 2016, podczas prac remontowych całej edykuły. Wstępne opinie badaczy potwierdziły wcześniejsze opisy wnętrza.

#### Rejon Golgoty po śmierci Jezusa
W okresie między 41 a 43 rokiem naszej ery teren został włączony przez króla Judei Heroda Agryppę w obręb murów miejskich Jerozolimy. Pozostawał niezabudowany, lecz zaprzestano już pochówków w ogrodzie kalwaryjskim, był on już bowiem terenem miejskim. Zgodnie z tradycją jerozolimskiej wspólnoty chrześcijańskiej, do 66 r. sprawowane były tutaj liturgie chrześcijańskie. W 66 r. doszło do buntu ludności żydowskiej przeciwko panowaniu rzymskiemu w Judei. Wojna trwała do 73 r. i zakończyła się wygnaniem lub zabiciem znacznej liczby mieszkańców.
W 129 r. cesarz Hadrian wydał zarządzenie, aby na miejscu zburzonej Świątyni Jerozolimskiej zbudować świątynię Jowisza Kapitolińskiego. Miasto Jerozolima miało być przy tym całkowicie przebudowane na wzór hellenistyczny i służyć jako kolonia rzymska. W 132 r. na fali silnego sprzeciwu wybuchło kolejne powstanie żydowskie pod przywództwem Szymona Bar-Kochby. Zostało stłumione w 135 r., a Rzymianie – z rozkazu cesarza Hadriana – rozpoczęli budowę nowego miasta pod nazwą Aelia Capitolina. W miarę upływu lat swego panowania Hadrian tracił przychylność dla wszystkich religii wschodu i traktował ich przedstawicieli jednakowo wrogo. Cesarz kazał także zasypać kamieniołom, a w miejscu Czaszki powstała świątynia kapitolińska i świątynia poświęcona Wenerze (utożsamianej z grecką Afrodytą). U Euzebiusza można znaleźć potwierdzenie, że Grób został pokryty ziemią i kamieniem, na których zbudowano świątynię Wenery, zaś Hieronim ze Strydonu twierdził, że „od czasów Hadriana, aż do panowania Konstantyna, czyli przez około 180 lat, poganie czcili podobiznę Jowisza utworzoną w miejscu zmartwychwstania i marmurowy posąg Wenus na skale krzyża” (List 58,3). Mury obecnej bazyliki zawierają elementy tamtej budowli. Biskup Meliton z Sardes, który pielgrzymował do Ziemi Świętej w połowie II wieku, nie miał wiedzy na temat zmian administracyjnych i urbanistycznych, jakie miały miejsce w Jerozolimie od śmierci Jezusa i w swojej Homilii paschalnej robił Izraelowi wyrzuty: „zabiłeś swego Pana w samym sercu Jerozolimy” (...) „pośrodku ulicy i miasta”.
Pamięć o lokalizacji miejsca ukrzyżowania Jezusa mogła zaniknąć w pierwszych wiekach, ale przetrwała w pamięci jerozolimskich chrześcijan. Była pobudzana przez żal i pytania przybywających do miasta gości.

### Okres bizantyński

#### Tło historyczne
Po zwycięstwie nad Licyniuszem w bitwie pod Chryzopolis 18 września 324 Konstantyn I Wielki zjednoczył Imperium Rzymskie. Cesarz posiadł władzę nad chrześcijańskim wschodem i zachodem, jednak ówczesnych chrześcijan dzieliły spory doktrynalne. Uznawano boską naturę Jezusa, jednak nie było jednomyślności w sprawie jej pochodzenia. Dla większości wiernych Jezus był równy Bogu Ojcu i Duchowi Świętemu co do bóstwa, majestatu, wieczności i wszechmocy, natomiast według doktryny Ariusza, prezbitera z Aleksandrii, Jezus był osobą, którą Bóg Ojciec obdarzył boskością na zasadzie stworzenia. Konstantyn widział zagrożenie rozłamów, więc w 325 zwołał pierwszy sobór powszechny biskupów chrześcijańskich, który rozpoczął się 20 maja 325 w Nicei (Nikai) w Bitynii. Sobór miał zdefiniować zagadnienie relacji Jezusa do Boga Ojca, ustalić symbol wiary, uzgodnić sposób obliczania daty Wielkanocy i wydać pierwsze kanony dotyczące organizacji Kościoła. Konstantyn, który dostrzegał potęgę nowej wiary, chciał także doprowadzić do zjednoczenia podzielonego cesarstwa. Sobór trwał miesiąc i pozwolił na uzgodnienie planowanych zagadnień. Jednak kanon siódmy (z dwudziestu uchwalonych) potwierdzający kwestię tradycyjnego prymatu biskupa Jerozolimy, padł na grunt dość mocnej rywalizacji biskupa Jerozolimy Makarego i biskupa Cezarei Euzebiusza. Ambicją Makarego było jednak także wyróżnienie miasta jako miejsca upamiętniającego śmierć i zmartwychwstanie Jezusa. Chciał, by Jerozolima miała imponującą świątynię i by pielgrzymom, którzy po ogłoszeniu w 313 edyktu mediolańskiego przybywali do Jerozolimy, nie trzeba było pokazywać „świątyni bożków”, ale miejsca święte. A teren, na którym toczyły się najważniejsze wydarzenia zbawcze, był zabudowany świątynią kapitolińską, która nie była tylko zwykłą świątynią rzymską, ale i symbolem cesarskiego pochodzenia Aelia Capitolina. Naruszenie rzymskiej budowli wymagało zgody następcy Hadriana. Makary zaczął więc o tę sprawę mocno zabiegać u cesarza jeszcze w trakcie obrad soboru nicejskiego.

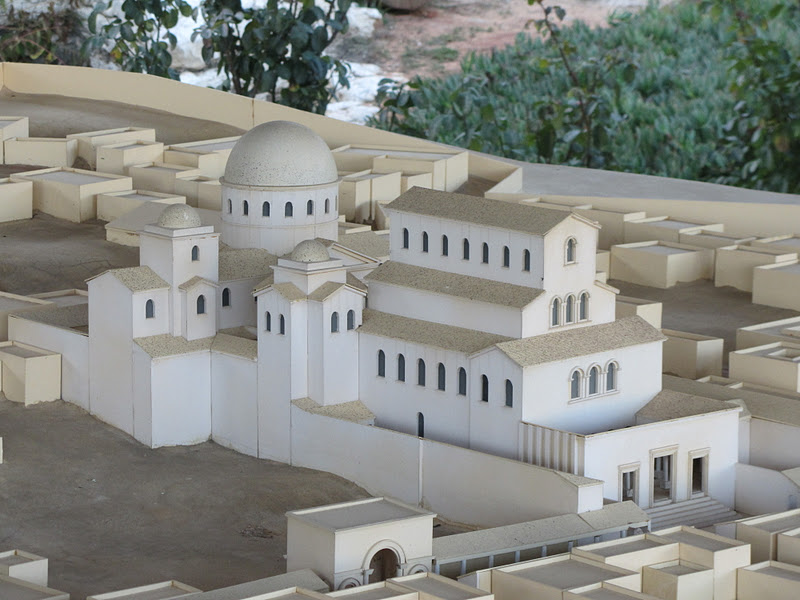
Wizualizacja bazyliki z okresu bizantyńskiego na współczesnej makiecie przy kościele św. Piotra in Gallicantu w Jerozolimie

#### Budowa
Ostatecznie biskup osiągnął swój cel. W 326 r. do Jerozolimy przybyła matka Konstantyna I Wielkiego – cesarzowa Flavia Iulia Helena, chrześcijanka od roku 312 lub 313, uznana później za świętą Kościoła katolickiego i prawosławnego i czczona jako święta Helena. Cel jej wizyty zakładał odnalezienie miejsc najświętszych dla chrześcijan i wybudowanie w nich sanktuariów. Dzięki pamięci miejscowej wspólnoty, którą reprezentował biskup Jerozolimy Makary, możliwe było szybkie ustalenie dość dokładnej lokalizacji, w której mają być prowadzone poszukiwania. Ani Euzebiusz, ani żaden inny współczesny mu autor nie miał wątpliwości, że Grób Jezusa oraz Golgota zostały przykryte świątynią kapitolińską i posągiem Wenus-Afrodyty. Trudność upatrywana była wyłącznie w konieczności wyburzenia i odkopania świętych miejsc spod grubej warstwy podbudowy tej świątyni. Zgodnie z tradycją opartą na relacji Euzebiusza, decyzję o wyburzeniu świątyni rzymskiej i posągu Afrodyty podjęła Helena. Kierowała w Jerozolimie pracami wykopaliskowymi, które doprowadziły do odkrycia skały Czaszki, Grobu i trzech krzyży. Euzebiusz relacjonował, że „skoro tylko pojawiła się pierwotna powierzchnia gruntu, która była pod pokrywą ziemi, nagle wbrew wszelkim oczekiwaniom odkryte zostało czcigodne i najświętsze świadectwo zbawczego Zmartwychwstania”, lecz milczy na temat znalezienia krzyży. W 347 r. informację – nie o znalezieniu, ale o przechowywaniu od kilku lat krzyży w bazylice – potwierdza w jednej ze swych katechez Cyryl Jerozolimski. Wspomina także o rozesłaniu części w różne strony „jako pokarm dla całego świata”.
Pierwszym pisarzem, który przedstawiał szczegółowy opis odnalezienia krzyży, był biskup Mediolanu święty Ambroży. W opisie posługuje się językiem prostym, konkretnym, pozbawionym ozdób i figur stylistycznych. Jego zdaniem ustalenie, który z trzech krzyży należał do Jezusa, polegało na odczytaniu tabliczki (Titulus zawierającej opis winy po łacinie, w języku greckim i hebrajskim), którą do krzyża kazał przybić Piłat. Zdaniem późniejszych autorów w tych ustaleniach pomógł cud uzdrowienia, który miał miejsce w obecności jednego z trzech krzyży. Tradycyjny przekaz w Kościele koptyjskim łączy znalezienia Krzyża nie ze św. Heleną, ale z siostrą cesarza Konstantyna – Eudoksją.
Matka cesarza zarządziła także wzniesienie w tym miejscu kościoła Grobu Świętego, który miał być Nową Jerozolimą opisywaną w Apokalipsie św. Jana (Ap 21,2) oraz „monumentem zwycięstwa Zbawiciela nad śmiercią”. Świątynia została zaprojektowana w taki sposób, by w jej obrębie znalazły się miejsca najświętsze dla chrześcijan: Grób, skała Golgoty, a także miejsce gdzie odnalezione zostały trzy krzyże. Cesarz fundował przedsięwzięcie i zapewniał dostawę wszelkich materiałów. Należy pamiętać, że bazylika Grobu, jak i inne bazyliki wznoszone w IV wieku, powstawały bez tradycji wielkich sakralnych budowli chrześcijańskich. Bazyliki siłą rzeczy wykorzystywały znane z pogańskich świątyń rozwiązania architektoniczne. Z Rzymu płynęły więc zalecenia stosowania kolumn, marmurowych umocnień i złoconych kasetonowych sufitów. W liście kierowanym do biskupa Jerozolimy Makarego cesarz podkreślał, że planowane sanktuarium na Golgocie ma zostać wybudowane na koszt publiczny, z kasy prowincji i skarbu cesarskiego. Kościół miał „przyćmić najwspanialsze budynki w każdym mieście i być piękniejszy od wszystkich innych bazylik”. Nadzór nad „wznoszeniem i dekoracją ścian” cesarz powierzył Dracilianusowi, namiestnikowi prowincji.
Budowę rozpoczęto w r. 326. Euzebiusz twierdził, że podczas prac przygotowawczych usunięto wszystkie pozostałości wcześniejszej świątyni rzymskiej, lecz archeolog Virgilio Corbo wykazał, że kilka jej ścian i fundamentów zostało zachowanych i wykorzystanych poprzez włączenie ich do wznoszonej budowli. W pierwszym etapie zatroszczono się o „głowę całości”, czyli Grób, nad którym powstała budowla Anastasis. Prace w głównej części (Martyrium) ukończono w r. 335. Pielgrzym z Bordeaux, który odwiedził Jerozolimę w 333 r., opisywał Grób jako „kryptę oddaloną o rzut kamieniem od niskiego wzgórza Golgoty”. Nieznacznie później fakt istnienia grobu jako skalistej pieczary potwierdza Cyryl Jerozolimski.

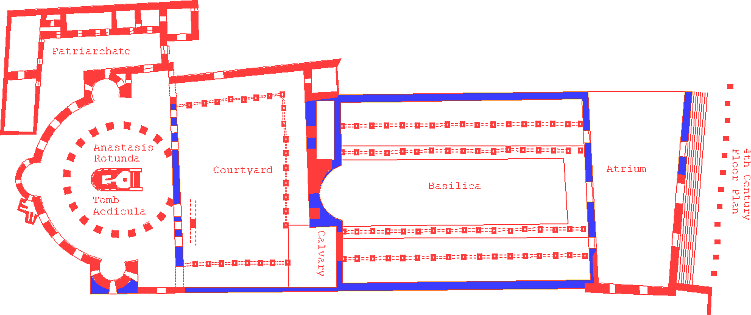
Rzut bizantyńskiego sanktuarium z wejściem z cardo

#### Sanktuarium: „Świadectwo” i „Zmartwychwstanie”
Egeria, która podróżowała po Palestynie w 393, relacjonowała, że świątynia składała się z trzech kościołów: największego – „Martyrium” – kościoła Męki Pańskiej (położonego „...na Golgocie za Krzyżem...”), kościoła „u Krzyża” i „Anastasis” kościoła Zmartwychwstania (Grób). Egeria nie objaśnia nazwy Anastasis, którą być może uznaje za oczywistą. W odniesieniu do Martyrium notuje: „...nazywa się Martyrium, bo jest na Golgocie, to jest poza Krzyżem, gdzie Pan został umęczony: stąd Martyrium”.
Wcześniejsi Autorzy wskazują jednak, że nazwy obu kościołów: Anastasis i Martyrium zostały przyjęte jako toponimy dla podkreślenia wyjątkowości miejsc świętych, w których zostały wybudowane. Greckie Anastasis (ἀνάστασις) oznacza „zmartwychwstanie”. Termin martyrium pochodzi z klasycznej greki i jest zlatynizowaną formą słowa μαρτύριον martyrion, w jakiej – około 250 razy – pojawia się w Septuagincie, najczęściej w znaczeniu „dowodu” lub „świadczenia o czymś”. Był także używany, by podkreślić świadczenie o męczeństwie. Z czasem martyrium przylgnęło do oznaczania grobu męczennika. W świecie chrześcijańskim określenie zostało użyte przez Euzebiusza około 337 w jego opisie Grobu Jezusa: „czcigodne i najświętsze μαρτύριον (świadectwo) zmartwychwstania Zbawiciela” („Życie Konstantyna”). Prawdopodobnie fragment ten jest nawiązaniem do wersetu z Księgi Sofoniasza (So 3,8): „Dlatego mówi Pan, oczekuj mnie na świadectwo (μαρτύριον: martyrion) w dniu mojego zmartwychwstania”, lub „do dnia mojego zmartwychwstania na świadectwo” (za Septuagintą: „Διὰ τοῦτο ὑπόμεινόν με, λέγει κύριος, εἰς ἡμέραν ἀναστάσεώς μου εἰς μαρτύριον·...”). Echo tych słów można odnaleźć w relacji Euzebiusza ze znalezienia Grobu – „świadectwa zbawczego Zmartwychwstania”. Źródłosłów znajduje potwierdzenie w słowach biskupa Jerozolimy Cyryla, który w 350 wyjaśniał w jednej ze swych katechez: „z jakiego powodu miejsce Golgoty i Zmartwychwstania nie mają nadanych nazw jak inne kościoły, ale Martyrion? To było być może z powodu Proroka, który powiedział: «w dniu mojego zmartwychwstania w Martyrion»” (Catech., 14.10).
Pod koniec IV wieku, a więc w okresie gdy Egeria odwiedziła Jerozolimę, pierwotne, głębsze znaczenie terminu martyrium zostało uproszczone do grobów męczenników. Metafora wprowadzona przez Euzebiusza mogła być rozumiana jako nadanie nowego znaczenia głównemu sanktuarium poprzez odejście od starotestamentowego „prawa” ku „świadczeniu”.
Na podstawie wielu źródeł pisanych i badań archeologicznych ustalono, że te trzy kościoły były od wschodniej strony skomunikowane z Cardo Maximus, główną ulicą miasta. Wejście do „Martyrium” wiodło przez rozległe atrium. Całe sanktuarium wybudowane było na planie prostokąta, który od końca IV był po stronie zachodniej ograniczony rotundą „Anastasis”. Fragment muru rotundy z IV wieku zachował się do czasów współczesnych i został zlokalizowany w kaplicy Syryjczyków.

##### Atrium
Do głównej, pięcionawowej bazyliki Martyrium, której absyda była zorientowana na zachód, wchodziło się od wschodu z głównej ulicy miasta (cardo). Między cardo a bazyliką zaprojektowano atrium „o wielkiej powierzchni, z wolnym widokiem na niebo”, ozdobione „posadzkami z kamieni wypolerowanych do połysku i z trzech stron otoczony bardzo długimi portykami”. Z atrium do bazyliki wiodły trzy portale.

##### Martyrium

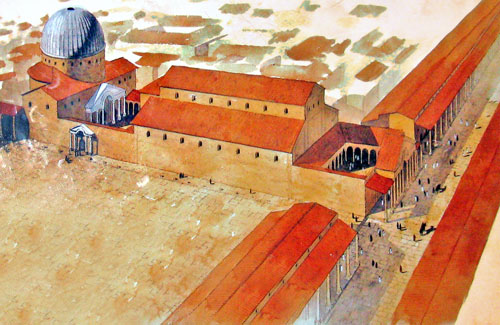
Wizualizacja bizantyńskiej bazyliki z wejściem z cardo

Bazylika była budowlą wysoką, „o wielkich rozmiarach na długość i szerokość”. Po prawej i po lewej stronie nawy głównej biegły dwa rzędy naw bocznych. Galerie te łączyły atrium wejściowe po stronie wschodniej (od strony cardo), z atrium wewnętrznym, które leżało pomiędzy Martyrium a Anastasis. „Naprzeciwko bram wejściowych najważniejszym miejscem całej budowli była absyda, która wznosiła się do samego szczytu kościoła. Otaczało ją dwanaście kolumn, zgodnie z liczbą apostołów naszego Zbawcy. Ich kapitele ozdobione były wielkimi misami wykonanymi ze srebra, z których sam cesarz uczynił Bogu najpiękniejszy dar ofiarny”.
„Wnętrze tej budowli było wyłożone płytkami z różnokolorowego marmuru”. Powierzchnia zewnętrznych ścian lśniła „wygładzonymi kamieniami, dokładnie do siebie dopasowanymi, przedstawiała niezwykle piękny widok, nieustępujący pod żadnym względem wyglądowi marmuru. Nad nimi dach od strony zewnętrznej wzmocniony został ołowiem jako ochroną przed zimowymi deszczami. Od środka sklepienie dachu wykończone było rzeźbionymi kasetonami i jak jakieś ogromne morze rozciągało się w połączonych z sobą segmentach ponad całą bazyliką, a ponieważ całe pokryte było czystym złotem, sprawiało, że budynek rozbłyskiwał jakby promieniami światła. Przy jednej i przy drugiej ścianie bazyliki były dwa portyki, jedna galeria podziemna i druga nad ziemią”.
Anonimowy autor Breviarius de Hierosolyma (ok. 530) nad grotą odnalezienia Krzyża znajdował się „bogato posrebrzany i złocony ołtarz”, zaś relikwia Krzyża z połową tabliczki Titulus Crucis spoczywała w srebrnym relikwiarzu przechowywanym w specjalnym pomieszczeniu przy wejściu do Martyrium. W Jerozolimie zachowano lewą połowę przeciętego Titulusa, a prawa została zabrana do Rzymu.

##### Dziedziniec wewnętrzny
Na zachód od bazyliki pozostawiono odkryty dziedziniec, otoczony portykiem. W jego południowo-wschodnim narożniku stała, wzniesiona na kilka metrów nad poziom gruntu, skała Golgoty. Z wewnętrznego atrium był połączony dalej z budowlą o kształcie cylindrycznym, w której centralne miejsce zajmował grobowiec Jezusa.

##### Anastasis

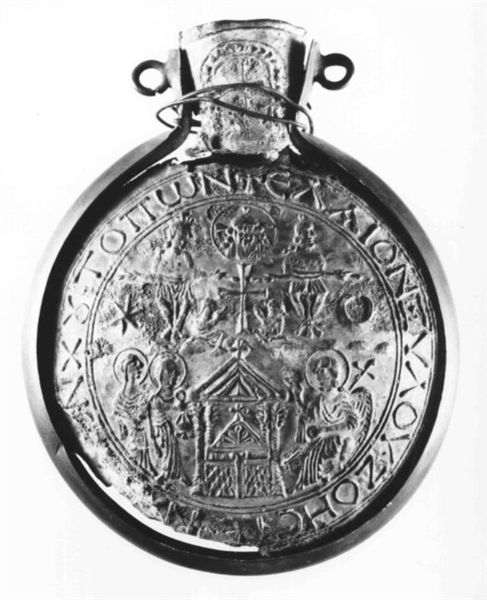
Jeden z najstarszych zachowanych wizerunków edykuły Grobu. Ampułki pielgrzymów z Ziemi Świętej z VI wieku. Opactwo w Bobbio, Włochy

Prace przy wykuciu grobu z litej skały były prowadzone etapami. Najpierw miejsce pochówku zostało odcięte od skały i uzyskało formę oddzielnej, stojącej na równym podłożu budowli. W kolejnych etapach dobudowano wejście, a grobowiec uzyskał formę edykuły obudowanej kamiennymi blokami, oraz otoczonej kolumnami i pokrytej spadzistym dachem, który został powleczony złotem i srebrem. W ten sposób stopniowo powstała okazała świątynia, w której prezbiterium – nazywanym Anastasis (Zmartwychwstanie) centralne miejsce zajmował Grób Święty. Pod koniec IV wieku Anastasis otrzymała kształt monumentalnej rotundy.
Anonimus Piacentinus, anonimowy pielgrzym, który ok. 570 odwiedził Ziemię Świętą, pozostawił relację: „na grobowcu są niezliczone ozdoby: naramienniki wiszące na żelaznych prętach, bransolety, naszyjniki, pierścienie, diademy, plecione przepaski, pasy, cesarskie korony ze złota i drogich kamieni oraz klejnoty cesarzowych. Grobowiec zwieńczony jest na wzór piramidy ze srebra i złotymi belkami. Przed grobowcem znajduje się ołtarz”. Anonimus wspomina o tym, że w „Martyrium” przechowywano relikwię drzewa krzyża, oraz tabliczkę z napisem „Oto król żydowski”, która była umieszczona na krzyżu podczas ukrzyżowania. Na podwyższeniu umieszczone były przedmioty codziennego użytku Maryi – pas i opaska, a także „siedem marmurowych krzeseł dla starszych”.

#### Uroczystość poświęcenia sanktuarium
Konsekracja głównej bazyliki sanktuarium została wówczas przez Konstantyna przyspieszona, chciał on bowiem, by taka uroczystość pomogła uniknąć pogłębiania się sporów między biskupami, które ujawniły się podczas synodu w Tyrze. Spory o charakterze doktrynalnym związane były z silnym konfliktem pomiędzy biskupem Aleksandrii Aleksandrem a oskarżanym o herezję Ariuszem, prezbiterem. Konstantyn nie pojął istoty sporu, ale pragnął załagodzić konflikt i zapewnić pokój podczas tricennaliów cesarskich i zaplanowanego podczas nich poświęcenia jerozolimskiego sanktuarium. W uroczystościach brali udział biskupi ze wszystkich prowincji. Kościół został więc poświęcony w 335, lecz prace były kontynuowane także po śmierci Konstantyna w 337. Prace rozpoczęto od wyrównania terenu i usunięcia podłoża skalnego wokół grobu. W ten sposób grób został wyeksponowany.

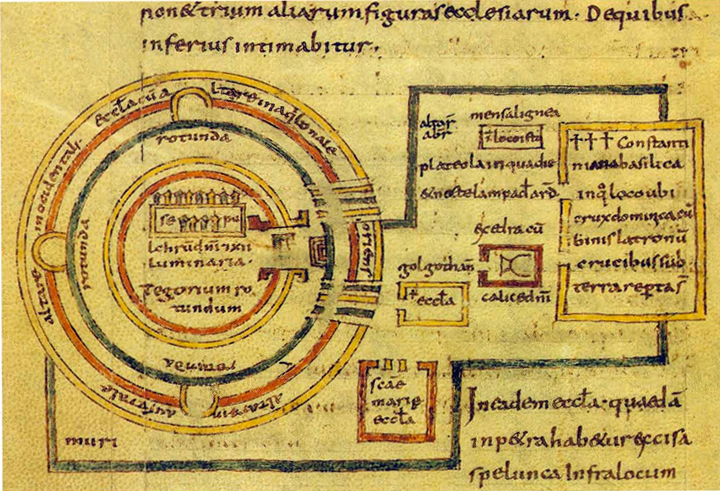
Rzut bazyliki na kartach „Opowieści biskupa Arkulfa” Adamnan z Hy naniesiony na podstawie szkiców Arkulfa z Perigeux

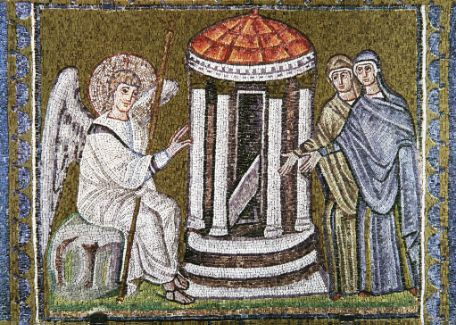
Aedicula Grobu Świętego na pochodzącej z VI w. mozaice w bazylice Sant’Apollinare Nuovo w Rawennie

### Okres wojny bizantyńsko-sasanidzkiej
W 614 Syria i Palestyna zostały podbite przez perskiego władcę Chosrowa II Parwiza. Zdobyta została także Jerozolima, a znaczna liczba jej ludności, w tym chrześcijan, została zabita lub wzięta do niewoli. Spalona i zburzona została wówczas bazylika Grobu Świętego, a przede wszystkim jej główna część – Martyrium. Wśród zabranych do niewoli znalazł się Patriarcha Jerozolimy Zachariasz. W związku z tym tymczasowe administrowanie bazyliką powierzono przełożonemu klasztoru Teodozego Cenobiarchy w Palestynie – Modestowi. Przy wsparciu patriarchy Aleksandrii Jana Jałmużnika, Modestowi udało się podnieść ze zniszczeń jerozolimskie kościoły, wśród nich bazylikę.
Brakuje relacji historycznych na temat najazdu Persów. Patriarcha Aleksandrii Eutychiusz informuje, że niszczenie obiektów sakralnych odbywało się systematycznie, a do niszczenia dołączali się Żydzi pragnący zemścić się na chrześcijanach. Anastasis została podpalona i splądrowana. Wiadomo także, że Grób został celowo sprofanowany. Persowie opuścili Jerozolimę w 622, lecz jako łup wojenny zabrali z sobą relikwie Krzyża. Cesarz Herakliusz zawarł rozejm, w którego efekcie nastąpił zwrot relikwii Krzyża.
Ostatecznie bizantyńczycy odbili Jerozolimę we wrześniu 629. Do renowacji bazyliki przystąpiono niezwłocznie i już 21 marca 630 cesarz Herakliusz mógł poprowadzić do niej tryumfalny pochód z odzyskanymi relikwiami Krzyża świętego. Prace prowadził ówczesny patriarcha Jerozolimy – Modest (632–634). Odbudowa i rekonstrukcja nie wprowadziły istotnych zmian.

### Wczesny okres arabski
W 637 lub 638 r. władzę objęli muzułmanie z Arabii, jednak Umar ibn al-Chattab, kalif arabski z dynastii kalifów sprawiedliwych okazał się znacznie łagodniejszym władcą od poprzednika i zagwarantował bazylice bezpieczeństwo. Uspokojenie trwało przez kilka kolejnych wieków, aż do 966 r., kiedy wojska bizantyńskie pokonały w bitwie siły muzułmańskie. W odwecie grupa arabskich rebeliantów zamordowała patriarchę i podpaliła bazylikę. Spłonął dach świątyni i edykuły Grobu.
Adamnan z Hy, opat klasztoru w Hy spisał „Opowieść biskupa Arkulfa”, który przebywał w Jerozolimie przez kilka lat pomiędzy rokiem 660 a 687. Biskup Arkulf opisywał ówczesną rotundę Anastasis jako „...bardzo wielki kościół zbudowany wyłącznie z kamienia, ze wszystkich stron wspaniale zaokrąglony”. W kościele były trzy ołtarze – jeden skierowany na południe, drugi na północ, trzeci na zachód. Arkulf w opisie rozdziela określenie „grobowiec” (monumentum) i „grób” (sepulchrum). Edykuła grobu, czyli monumentum, wyłożona była od wewnątrz wybornym biało-czerwonym marmurem, a szczyt ozdobiony złotem i zwieńczony dużym, złotym krzyżem. W grobowcu nie było żadnych szczególnych ozdób. Być może bogate ozdoby, o których istnieniu w VI wieku wspominał Anonimus Piacentinus, zostały zrabowane przez Persów podczas podboju w 614. Według relacji Arkulfa w Grobie paliło się w dzień i w nocy dwanaście lamp „według liczby dwunastu świętych Apostołów”. Kamień zamknięcia Grobu był rozcięty na dwie części. Z mniejszej części wykonano ołtarz umieszczony w opisywanym kościele przed wejściem do grobowca, a większa po obróbce służy także jako czworoboczny ołtarz we wschodniej części świątyni. Po prawej stronie od Anastasis był „prostokątny kościół poświęcony świętej Maryi, matce Pana”. W opisach nie ma śladu po wykutym w skale westybulu, który wiódł do zasadniczej komory grobowej. Być może został on wyburzony jeszcze podczas wznoszenia bazyliki bizantyńskiej, co umożliwiało wbudowanie opisywanych kolumn i lekkiego zadaszenia nad wejściem. Był to kościół wzniesiony przez patriarchę Modesta po 614. Kolejna świątynia wzniesiona z kamieni Kalwarii stała na miejscu Golgoty. Wewnątrz, w miejscu zatknięcia krzyża Jezusa, stał duży srebrny krzyż ufundowany w 620 przez Teodozjusza II. Od strony wschodniej do kościoła przylegał kościół – Martyrium, zbudowany przez Konstantyna na miejscu odnalezienia krzyży. Pomiędzy tymi kościołami wskazywano miejsce, gdzie Abraham zamierzał złożyć Izaaka w ofierze. W czasach Arkulfa stał tam „mały drewniany stół, na którym składana była ofiara dla biednych ludu”. Według relacji Arkulfa, między Martyrium a Golgotą była eksedra, w której przechowywany był puchar, z którego Chrystus pił podczas Ostatniej Wieczerzy, a także – zdaniem Arkulfa – pili także Apostołowie po jego zmartwychwstaniu. Wraz z kielichem przechowywano tutaj gąbkę, która była użyta do podania Jezusowi octu gdy wisiał na krzyżu.
Zmarły w 851 Paschasius Radbertus w swoim komentarzu do Ewangelii Mateusza wspomina, że za czasów Arkulfa komora grobowa była większa. Arkulf relacjonował, że naraz modliło się we wnętrzu dziewięciu mężczyzn. Św. Willibald, biskup Eichstätt w 765 r. wspominał o kwadratowym kształcie edykuły, tymczasem Arkulf wspominał o okrągłym budynku.
W IX wieku konstrukcję bazyliki naruszyło trzęsienie ziemi, zaś w 938 r. do znacznych zniszczeń doprowadził pożar. Źródła pisane nie dostarczają szczegółów na temat zakresu zniszczeń i napraw substancji bazyliki w VII oraz w X wieku.

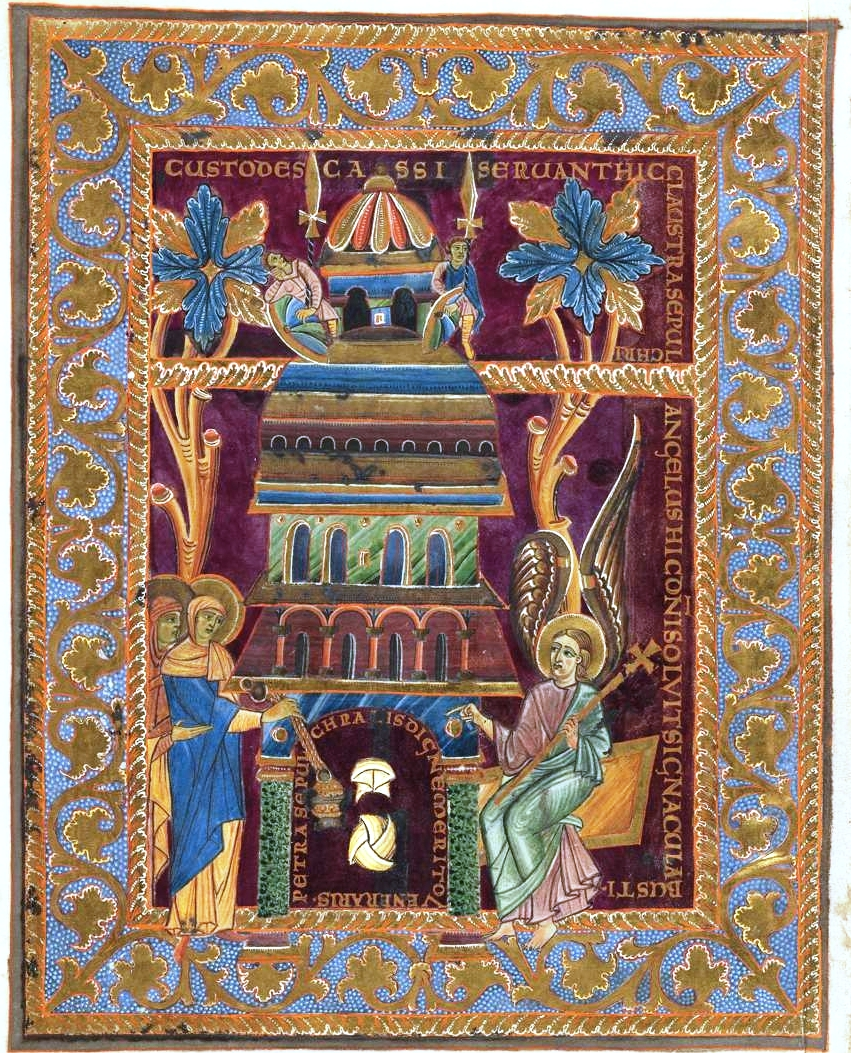
Aedicula Grobu Świętego na iluminacji z Sakramentarza króla Henryka II Świętego (1002–1014); Bayerische Staatsbibliothek

#### Fatymidzi
W XI wieku Jerozolima wchodziła w skład kalifatu Fatymidów. W 1001 kalif Al-Hakim nazywany „szalonym Fatymidą” nakazywał dokonywania losowych aresztowań i egzekucji wśród chrześcijan oraz niszczenie kościołów. W 1004 władca zakazał obchodzenia świąt Objawienia Pańskiego oraz Wielkanocy, a
18 października 1009 rozkazał zniszczyć bazylikę, a także sam grób Jezusa. Prawdopodobnie bezpośrednią przyczyną wydania przez kalifa rozkazu niszczenia sanktuarium, były zarzuty o rzekomym dokonywaniu przez mnichów oszustw podczas celebrowanego w Wielką Sobotę (według kalendarza juliańskiego) „cudu świętego ognia”. Proces burzenia najprawdopodobniej nie zakładał odzyskiwania i sukcesywnego usuwania materiału, więc te partie stropów i ścian, które były niszczone w pierwszej kolejności, okrywały i tym samym osłaniały fundamenty i dolne części ścian.
Na podstawie kilku źródeł, pochodzących zarówno od lokalnych chrześcijan, muzułmańskich urzędników czy łacińskich duchownych, należy przyjąć, że znaczna część Grobu ocalała. Prawdopodobnie zniszczone zostały zachodnia i wschodnia ściana, ale południowa ściana z arcosolium, czyli ławą-niszą, na której spoczywało ciało, ocalała. Być może uratowała się część ściany północnej. Chrześcijanom zakazano wstępu do ruin. Zdaniem francuskiego mediewisty Jacques’a Le Goffa chrześcijaństwo było traktowane jako szczególna pamięć, dla której dany obiekt, czy relikt miał istotne znaczenie. Le Goff twierdził, że dla muzułmanów posiadanie Grobu Chrystusa było już samo w sobie zbezczeszczeniem w oczach chrześcijan, co miało za sobą prowadzić do utraty owej pamięci.
W 1012 na terenie ruin bazyliki, staraniem panującego w Palestynie emira Mufarridj ben al-Djarra, prowadzone były niewielkie prace rekonstrukcyjne. Wydany w 1020 edykt mówi o ochronie kościoła al-Qiyama (Zmartwychwstanie). Kalif Al-Hakim zmarł w tajemniczych okolicznościach w 1021. W 1030, po długich negocjacjach między cesarzem bizantyńskim, a Daherem, synem Al-Hakima, zawarto traktat pokojowy, który przewidywał odbudowę sanktuarium przez chrześcijan, ale na własny koszt. Rozpoczęcie prac przeciągało się ze względu na brak funduszy. W 1034 silne trzęsienie ziemi spowodowało dalsze uszkodzenia. Zniszczeniu uległy także inne kościoły Jerozolimy. Prace zostały odłożone. Nie zachowały się bizantyńskie źródła pisane, w których autorzy opisywali by zniszczenia dokonane w sanktuarium przez Al-Hakima. Opis zniszczeń pojawił się jedynie w XI-wiecznym wydaniu „Synopsis Historiarum” Jana Skylitzesa, w którym opisane są dzieje w latach 811–1059. W wydaniu tego dzieła z XII wieku nie ma już jednak żadnej wzmianki na ten temat. Milczy także „Kronika czyli historia jednego stulecia Bizancjum” Michała Psellosa z XI stulecia. Wstrzemięźliwość w opisywaniu utraconego i zniszczonego miasta mogła mieć związek z nieudanymi próbami podboju Jerozolimy przez Konstantynopol, lub wypieraniem spraw trudnych pamięci.

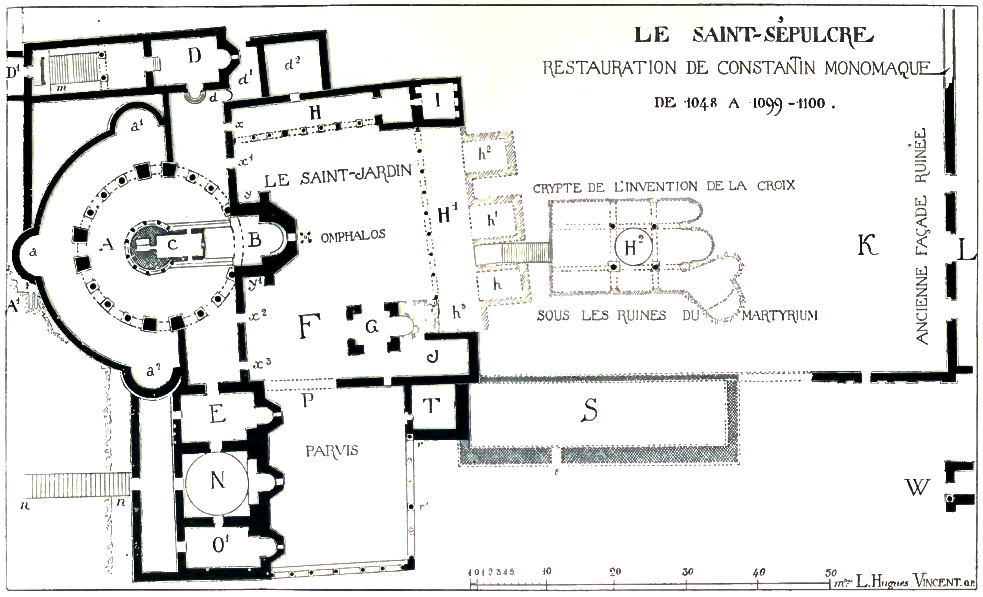
Bazylika w czasach Konstantyna IX Monomacha:
A – edykuła w centrum rotundy;
A^{1} – starożytne hypogeum zniszczone przy wznoszeniu rotundy;
aa^{1} – nieokreślone ołtarze;
a^{2} – ołtarz 40 męczenników;
B – prezbiterium i ołtarz główny;
C – westybul w grobowcu;
D – kaplica Najświętszego Sakramentu (Spotkania z Matką po Zmartwychwstaniu);
D^{1} – drzwi św. Marii;
d – mała eksedra zawierająca relikwie Krzyża prawdziwego;
F – stara kaplica św. Marii;
G – kaplica Adama;
H – galerie;
H^{1} – analogiczna galeria wsch. wejścia do więzienia;
H^{2} – kopuła św. Heleny + 4 kolumny;
h – kaplica Odarcia z szat;
h^{1} – kaplica Korony Cierniowej;
h^{2} – kaplica Biczowania;
h^{3} – eksedra pod Krzyżem;
J – kaplica Melchizedeka i ofiary Abrahama;
K – teren atrium zewnętrznego (przy cardo);
L – ruiny fasady (cardo);
m – wielkie schody prowadzące na zachodnią ulicę;
n – analogiczne schody na południe;
n – kaplica Trójcy Świętej lub baptysterium;
O^{1} – kaplica św. Jakuba;
P – stare zniszczone drzwi;
S – nieokreślona pozostałość po antycznym forum;
T – nieokreślone;
x-x^{3} – 4 drzwi wschodnie do Anastasis;
W – pozostałości łuku tryumfalnego.

#### Konstantyn IX Monomach
W 1042 cesarzem bizantyńskim został Konstantyn IX Monomach i panował przez 12 lat, aż do swojej śmierci w 1055. Wspomniane próby rozpoczęcia odbudowy kościoła miały miejsce już w 1023, choć najprawdopodobniej rzeczywiste prace zaczęły się w 1042), a zostały zakończone w 1048. Środki wystarczyły jedynie na renowację Kalwarii i rotundy z absydą po stronie wschodniej. Wewnętrzny dziedziniec z portykami, Martyrium oraz wejściowe atrium pozostały w ruinie. Wraz z odbudową rozpoczął się nowy rozdział społecznego odbioru kościoła Grobu Świętego. Odbudowana bazylika była w średniowieczu traktowana jak centrum świata chrześcijańskiego, miejscem gdzie miały miejsce wydarzenia męki, śmierci i zmartwychwstania Jezusa. Projekt architektoniczny budowli został opracowany przez budowniczych z Konstantynopola. Stamtąd też pochodził jeden z dwóch zespołów murarzy wznoszących budowlę. Drugi zaś zespół składał się z lokalnych rzemieślników palestyńskich. Potwierdzenie tej tezy daje analiza zastosowanych rozwiązań technicznych budowy ścian i sklepienia. Budowniczowie wykorzystywali ponownie odzyskiwany materiał i elementy konstrukcyjne, wkomponowując je we wznoszone lub odnawiane fragmenty sanktuarium. Środki, jakie przekazano na cel odbudowy okazały się zbyt małe, by odbudować świątynię w uprzedniej formie. Przepadła więc sama bazylika i atrium, a pozostał dziedziniec i rotunda, którą przekształcono w kościół, włączając dużą absydę w fasadę. Dziedziniec stał się centrum świątyni i został otoczony przez szereg kapliczek: Biczowania, Korony cierniowej, Odarcia z szat. Prawdopodobnie w tym czasie główny dostęp do bazyliki był od strony wschodniej. Podczas przebudowy dziedziniec został przekształcony w kaplicę Ukazania się Chrystusa swej Matce, czyli administrowaną obecnie przez franciszkanów kaplicę Najświętszego Sakramentu.

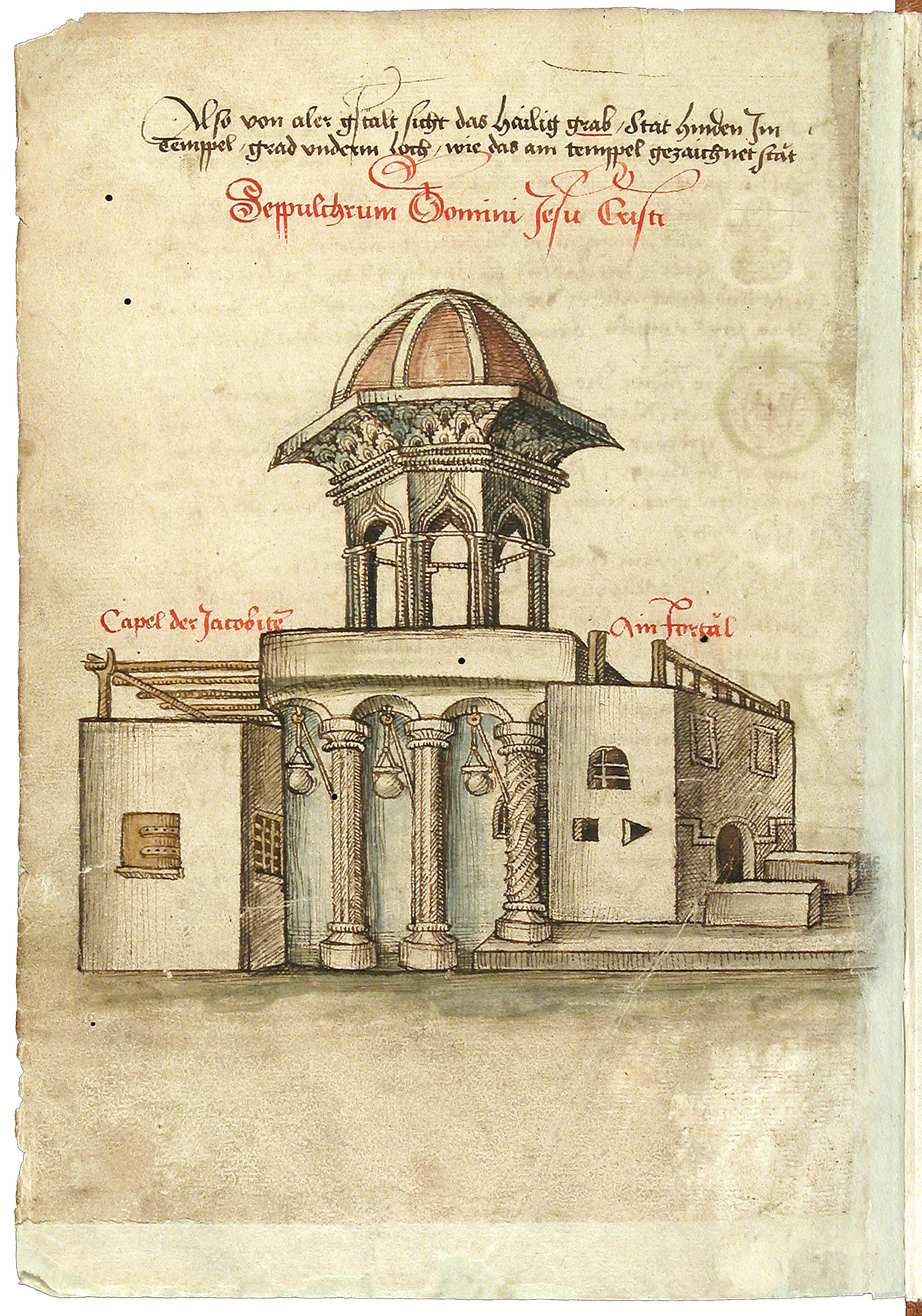
Edykuła Grobu na rycinie Konrada von Grünenberga (Schilderung einer Pilgerreise von Konstanz nach Jerusalem) – 1487

### Okres wypraw krzyżowych
To w tym kościele krzyżowcy odśpiewali uroczyste Te Deum po zdobyciu Jerozolimy 15 lipca 1099.
Po 1099 r. Jerozolima została stolicą Królestwa Jerozolimskiego. Świątynia okazała się zbyt mała na potrzeby liturgiczne krzyżowców, więc przystąpili do przebudowy bazyliki, która trwała do 1149. W toku prac wyburzyli wschodnią absydę, wybudowali w tym miejscu kościół romański i włączyli kaplicę Golgoty do głównej budowli. W ambicie we wschodniej absydzie utworzono kaplice, przejście do klasztoru krzyżowców oraz zbudowano schody do kaplicy św. Heleny i dalej do kaplicy Znalezienia Krzyża. Konsekracja nowej bazyliki odbyła się 50 lat po zdobyciu Jerozolimy – 15 lipca 1149. Na dziedzińcu powstał romański kościół, który łączył się z rotundą łukowym przejściem – pozostałością absydy z XI wieku.
W okresie panowania króla Baldwina I (1100-1118) Jerozolimę odwiedził ruski pielgrzym Daniel. Opisywał, że Grób znajdujący się w czasie jego wizyty pod otwartym dachem rotundy, był w przeszłości grotą, która została później wycięta z otaczającej skały. Sam grobowiec opisał jako małe pomieszczenie o wymiarach 4 łokcie szerokości i 4 łokcie długości. Ze względu na mały otwór wejścia do środka można się było dostać tylko w zgiętej pozycji, na kolanach. Po prawej stronie od wejścia była, szeroka na dwa łokcie, wycięta półka skalna będąca miejscem złożenia Jezusa, przykryta marmurową obudową, ale w tej płycie pozostawione były trzy otwory, przez które można było zobaczyć „świętą skałę, którą całował każdy chrześcijanin”.
Około 1170 powstała dzwonnica. Niedługo później Jerozolimę przejęli ponownie muzułmanie.

#### Początkowy okres misji kanonicznej franciszkanów
W 1219 św. Franciszek z Asyżu udaje się przez Palestynę do Egiptu, gdzie spotyka się z sułtanem Al-Kamilem. Pod wrażeniem wiary Franciszka sułtan wystawia firman, który pozwala mu swobodnie podróżować po terenie zależnym od sułtana. 18 lutego 1229 cesarz Fryderyk II Hohenstauf zawarł traktat pokojowy z sułtanem Al-Kamilem i miesiąc później triumfalnie wkroczył do Jerozolimy. Dzięki zawartemu pokojowi franciszkanie założyli mały klasztor w Jerozolimie, zlokalizowany w okolicach dzisiejszej V stacji Drogi Krzyżowej. W 1263 z franciszkańskiej prowincji syryjskiej (Outremer) wydzielona została Kustodia Ziemi Świętej.
W 1244 Jerozolima, po krótkim władaniu krzyżowców po raz kolejny przeszła w ręce muzułmanów – Chorezmijczyków będących na usługach egipskich Ajjubidów. Bazylika znów została znacznie uszkodzona, a wielu jerozolimskich chrześcijan wymordowanych. W 1246 r. sułtan As-Salih Ajjub przesłał na ręce papieża Innocentego IV przeprosiny. W ramach zadośćuczynienia mamelucy zapewnili dość znaczny dostęp do miejsc świętych dla chrześcijan. Aby nie wyróżniać żadnego z wyznań, klucze zostały powierzone muzułmanom (i w formie znacznie łagodniejszej trwa tak do dzisiaj). Okres panowania mameluków stał się też początkiem powstawania zasad użytkowania poszczególnych kaplic i ołtarzy, ale także powstawania formalnych, lub nieformalnych placówek chrześcijan z Armenii, Grecji, Gruzji, Egiptu, Mezopotamii i Syrii.
W 1323 franciszkanie założyli wspólnotę na terenie bazyliki. Klemens VI bullą „Gratias agimus” z 21 listopada 1342 powierzył braciom mniejszym opiekę nad Miejscami Świętymi. Dzięki długotrwałym zabiegom pary królewskiej z Neapolu Roberta I Mądrego i Sanchy z Majorki oraz znacznej sumie pieniędzy przekazanych sułtanowi An-Nasirowi Muhammadowi udało się uzyskać możliwość stałego miejsca dla łacińskiej wspólnoty w bazylice Grobu. Od tego mniej więcej okresu franciszkanie władają kaplicą Ukazania się Chrystusa swej Matce. Przez kolejne wieki, aż do ustanowienia łacińskiego Patriarchatu Jerozolimy w 1847 Bracia Mniejsi byli jedynymi przedstawicielami Kościoła katolickiego w miejscach związanych z działalnością Jezusa Chrystusa. Franciszkanin Niccolò da Poggibonsi, który odwiedził Jerozolimę między 1346 a 1350 rokiem wspominał, że Bracia Mniejsi jako jedyni przedstawiciele kościoła zachodniego na terenie Syrii, Palestyny, Arabii i Egiptu, nazywani byli łacinnikami.
W 1332 r. franciszkanie za 30 000 dukatów wykupili od egipskiego sułtana An-Nasira Muhammada prawo do Wieczernika na Górze Syjon i założyli tam swoją siedzibę. Zostali z niej usunięci dekretem sułtana w 1552.

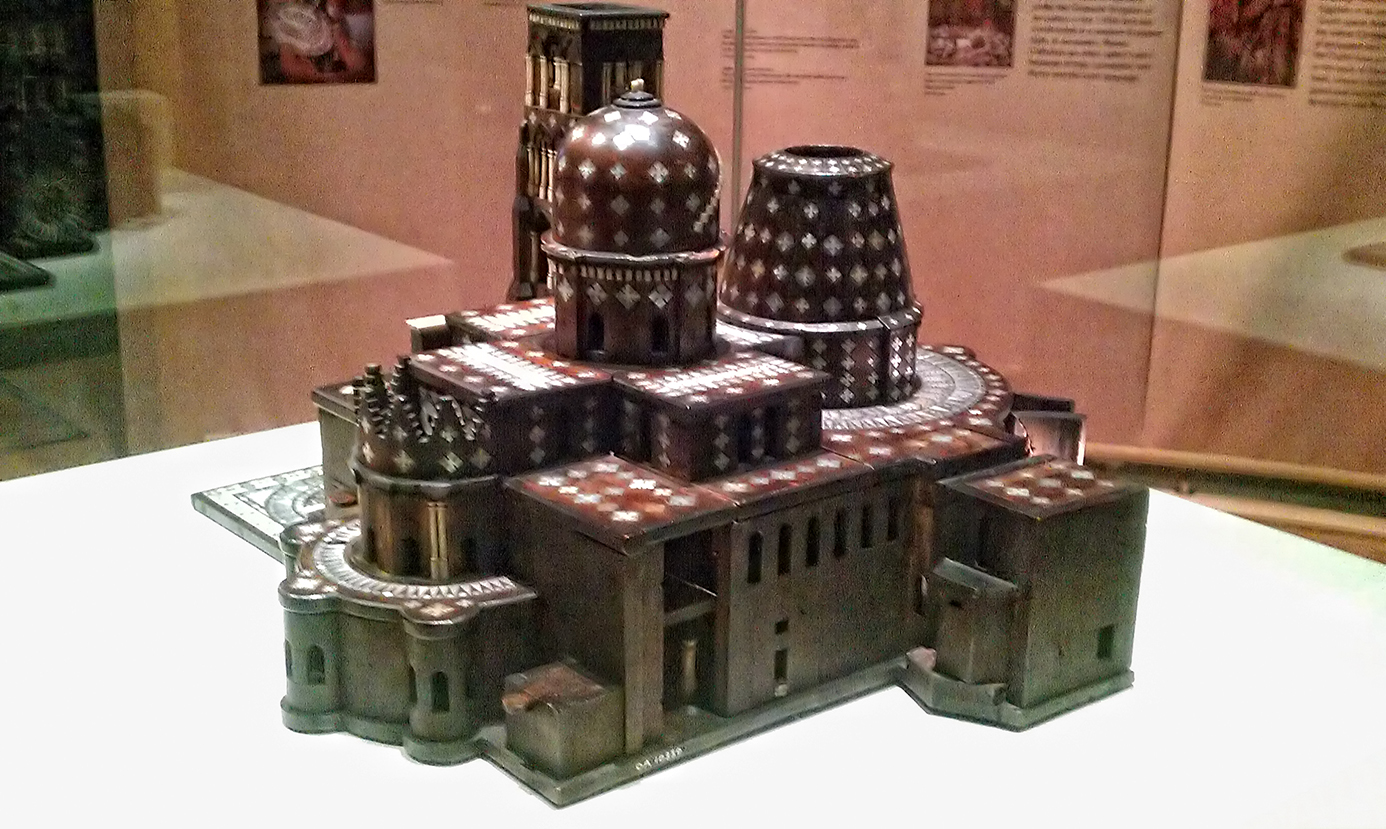
Wizualizacja bazyliki z XVII wieku (Zbiory British Museum)

### Okres osmański
W XVI wieku władzę nad całą Jerozolimą i Palestyną przejęli Turcy osmańscy. W tym czasie wyłączność na odprawianie nabożeństw przy Golgocie i edykule Grobu uzyskali prawosławni. Było to możliwe dzięki ich wpływom w Konstantynopolu. Niedługo po zdobyciu stolicy cesarstwa w 1453 sułtan Mehmed II Zdobywca ogłosił, że grecki patriarcha Jerozolimy będzie sprawował władzę zarówno religijną, jak i cywilną nad chrześcijanami zamieszkującymi tereny Imperium Osmańskiego. W miarę upływu czasu zdobywali coraz większą przewagę także nad pozostałymi wyznaniami chrześcijańskimi w Ziemi Świętej. Zyskiwali lepszy dostęp do sanktuariów, a ich duchowni sukcesywnie zajmowali stanowiska i funkcje w lokalnej hierarchii. Z czasem prawosławny patriarcha Jerozolimy był wyłaniany wyłącznie ze wspólnoty greckiej.

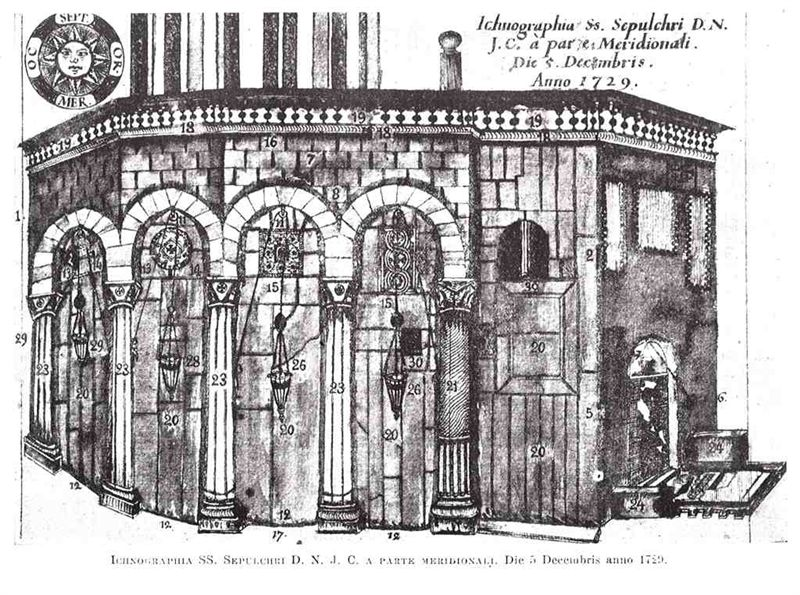
Aedicula Grobu na rycinie Elzeara Horna (1729)

W 1545 trzęsienie ziemi znów zniszczyło część bazyliki. Cesarz Karol V wraz z synem Filipem II Habsburgiem nakłonili więc papieża Juliusza III, by nakazał franciszkanom rozpoczęcie pilnego remontu. Cesarz przekazał potrzebne środki, a sułtan osmański Sulejman Wspaniały wydał firman akceptujący przebudowę. W 1555 – podczas prac budowlanych – po raz pierwszy odsunięto alabastrową płytę, którą na koniec prac w IV wieku cesarzowa Helena szczelnie zakryła wnękę arcosolium, by uchronić Grób od zniszczeń jakich dopuszczali się pątnicy, starający się odłupać kawałki świętej skały. Nadzorujący wspomniane prace remontowe w XVI wieku gwardian franciszkańskiego klasztoru w Jerozolimie ojciec Bonifacy z Raguzy opisywał, że po otwarciu Grobu zobaczył na skale dwa anioły, z których jeden powiedział „On zmartwychwstał. Nie ma Go tutaj”, a drugi – wskazując palcem na Grób – dodał „Oto miejsce, gdzie Go położyli”. Gdy do środka wpłynęło świeże powietrze – wizerunki aniołów zniknęły.
W 1644 Gruzini – niezadowoleni z lokalizacji przydzielonej im kaplicy – opuścili bazylikę. W kilka lat później uczynili to samo Abisyńczycy/Etiopczycy. W 1662 patriarcha Dositheos ustanowił Bractwo Grobu Świętego, którego zadaniem było bronienie interesów prawosławnych w Ziemi Świętej. Bonifacy zabudował dawny westybul bocznymi ścianami. Współcześnie westybul (tzw. kaplica Anioła), który jest wynikiem odbudowy po pożarze z XIX w., także jest murowany. Najstarszą wzmiankę na ten temat podał Maximos Simaios w 1809.

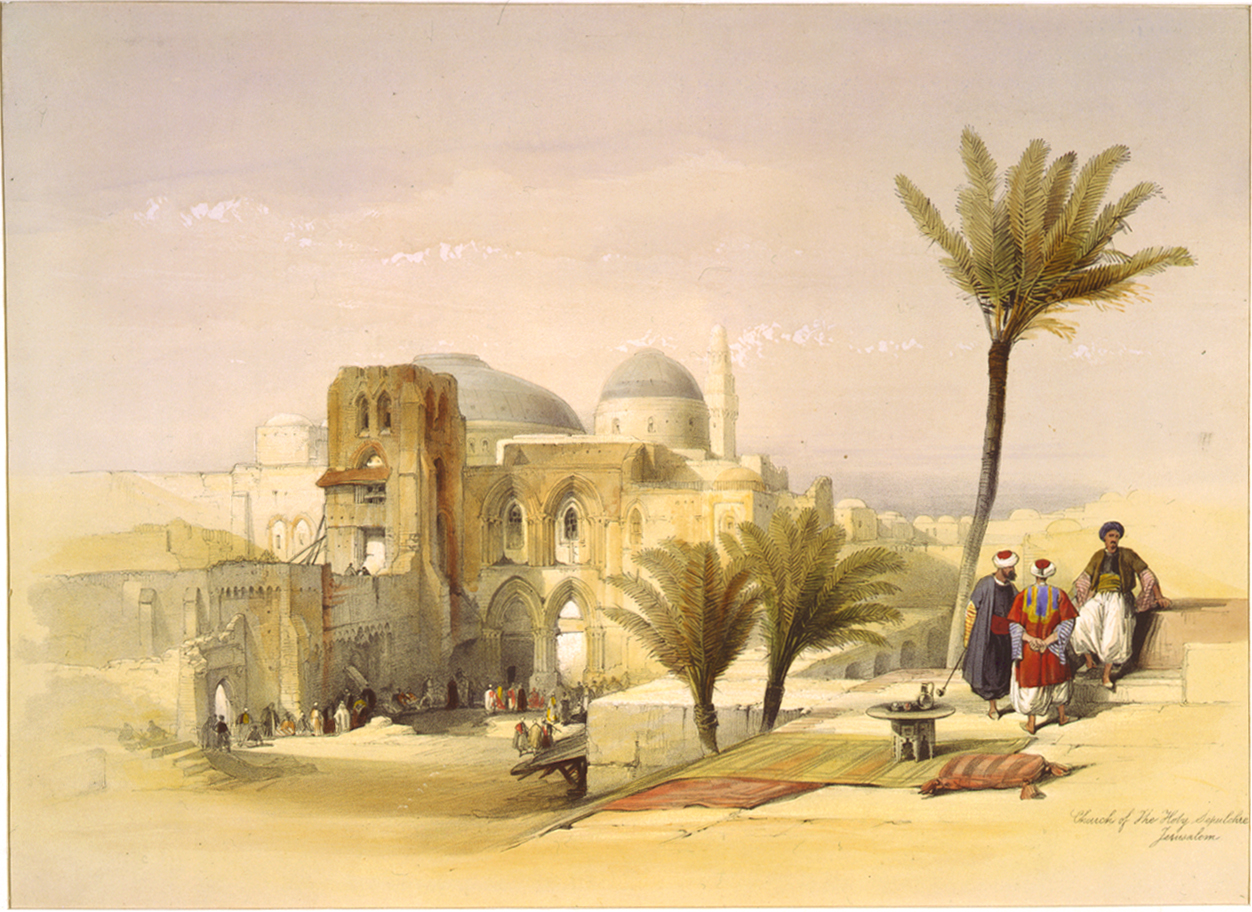
Bazylika w ujęciu Davida Robertsa (ok. 1842), (litograf Louisa Haghe)

W 1757 sułtan Osman III wydał firman przyznający opiekę nad bazyliką Grobu Świętego, Grobem Marii Panny i bazyliką Bożego Narodzenia zdominowanemu przez Greków patriarchatowi Jerozolimy. Po pożarze bazyliki Grobu Świętego w 1808 naprawami i przebudową kierowali już prawosławni, co przypieczętowało ich dominację. W XIX wieku sprawa zwierzchności nad sanktuariami w Ziemi Świętej zaczęła przeradzać się w spór polityczny, w którym oponentami była opowiadająca się za prawami Kościoła łacińskiego Francja i optująca na rzecz prawosławnych Rosja. Od 1829 stały udział w dostępie do bazyliki Grobu Świętego uzyskał Apostolski Kościół Ormiański. W 1850 francuski minister generał Jacques Aupick przedstawił Wysokiej Porcie wspólną petycję Francji, Królestwa Sardynii, Królestwa Belgii, Królestwa Hiszpanii i Cesarstwa Austriackiego, która zawierała żądanie przywrócenia franciszkanom praw do tych miejsc Ziemi Świętej, które były w ich władaniu przed 1757. Petycja wskazywała na prawa do rotundy Anastasia wraz z edykułą Grobu, więzieniem Jezusa, dziedzińcem Grobu, północną nawą bazyliki i Kamieniem Namaszczenia oraz bazyliki Narodzenia w Betlejem i kościołem Grobu Najświętszej Maryi Panny w dolinie Cedron. Spór eskalował. Cesarz Napoleon III Bonaparte wywierał coraz silniejszą presję na osmańskiego sułtana, a Rosja oponowała i groziła sułtanowi wycofaniem swojego przedstawiciela z Porty, a nawet inwazją. Spór przyczynił się do wybuchu wojny krymskiej. W latach 1852 i 1853 sułtan Abdülmecid I wydał dwa kolejne firmany, które zapewniały utrzymanie niezmienionego stanu rzeczy w zakresie własności i praw posiadanych przez każde z wyznań w poszczególnych sanktuariach, sposobu i warunków wypełniania obrzędów i liturgii. Na określenie zasad regulujących współistnienie różnych wspólnot chrześcijańskich w sanktuariach Ziemi Świętej powszechnie używany jest termin Status Quo (lub Statu Quo). Statu Quo nie jest swobodną umową między stronami, których dotyczy. Jest raczej konsekwencją próby ratowania Imperium Osmańskiego przed presją polityczną zewnętrznych mocarstw. Muzułmańskie pochodzenie regulacji sprawia jednak, że są traktowane jako wakf, fundacja o charakterze religijnym. Muzułmańskie konotacje komplikowały i tak trudną sytuację. Zgodnie z prawem szariatu fakt własności dachu budowli implikował prawa do powierzchni która, jest pod nim. Podobnie każda inwestycja finansowa w substancję budynku dawała podstawę do roszczenia sobie praw do budowli.
Pożar z 1808 zniszczył XI-wieczne kolumny i filary wokół Rotundy oraz kaplicę grobu, która była którąś z kolei repliką od czasu zburzenia jej przez Al-Hakima. Uwaga świata i zachodniej Europy była zajęta rewolucją francuską i późniejszymi wojnami napoleońskimi, więc Kościół prawosławny wykorzystał tę okazję i przy wsparciu ze strony Rosji przystąpił do remontu i przebudowy sanktuarium. Pracami nad odbudową kierował Nikolaos Komnenos z greckiej Mityleny. Podczas nadawania nowej formy bazylice ujawniła się rywalizacja Greków z chrześcijanami łacińskimi. Bryła i układ posadzki edykuły jest wprawdzie podobny do formy znanej z XVII-wiecznego modelu wykonanego w Betlejem z drzewa oliwkowego i ozdobionego kością słoniową oraz macicą perłową, jednak podczas dość pospiesznej odbudowy Komnenos dokonał wielu zmian w ukształtowaniu całej bazyliki. Pozbawił ją wielu cech oryginalnego stylu, wprowadzając wystrój nawiązujący do kościołów wschodnich. Kolumny edykuły zostały wymienione, wstawiono nową płytę przykrywającą Grób, usunięto z okolicy Golgoty grobowce Gotfryda z Bouillon oraz Baldwina I z Boulogne. Po przebudowie Grób przestał już być w wyłącznym posiadaniu katolików. Prawa do niego zostały rozdzielone między katolików, Greków i Ormian.
W latach okupacji Jerozolimy przez egipskiego paszę Muhammada Alego (1831–1840) na tyłach edykuły dobudowano kaplicę Koptyjską. Do 1868 znajdujący się nad edykułą oculus nie był zasklepiony, w związku z czym opady atmosferyczne powodowały sukcesywne niszczenie kamienia i części metalowych grobowca, a także przyczyniały się do osiadania budowli. Proces osiadania ścian konstrukcyjnych na dolnej kondygnacji pod wpływem nacisku masywnego zwieńczenia rotundy trwa nadal. W 1867 bazylika znacznie ucierpiała na skutek silnego trzęsienia ziemi.

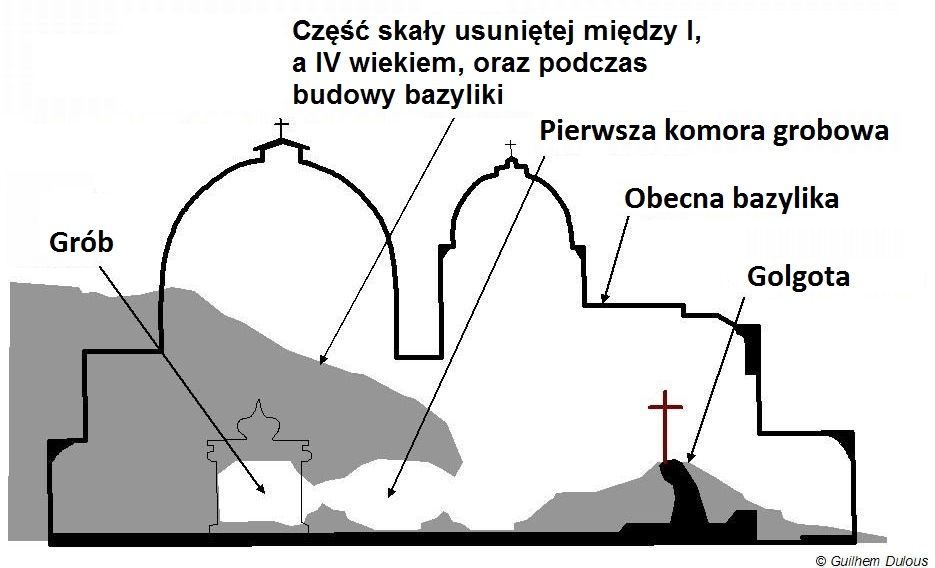
Porównanie ukształtowania Grobu i Golgoty w I w. do obrysu współczesnej bryły bazyliki

### XX–XXI wiek
W bazylice Grobu Świętego swoje siedziby mają przedstawiciele trzech wyznań: prawosławnego patriarchatu Jerozolimy (nadal zdominowanego przez Greków), Kościoła łacińskiego reprezentowanego przez Zakon Braci Mniejszych (franciszkanie) oraz Apostolskiego Kościoła Ormiańskiego. Duchowni tych trzech wyznań na zmiany mogą pełnić funkcje liturgiczne. W największe święta przestrzeń bazyliki jest udostępniana dla liturgii Syryjskiego Kościoła Ortodoksyjnego i Etiopskiego Kościoła Ortodoksyjnego. Koptyjski Kościół Ortodoksyjny ma prawa tylko do kilku pomieszczeń i w wybrane dni może sprawować liturgie we własnej kaplicy znajdującej się na tyłach kaplicy Grobu.

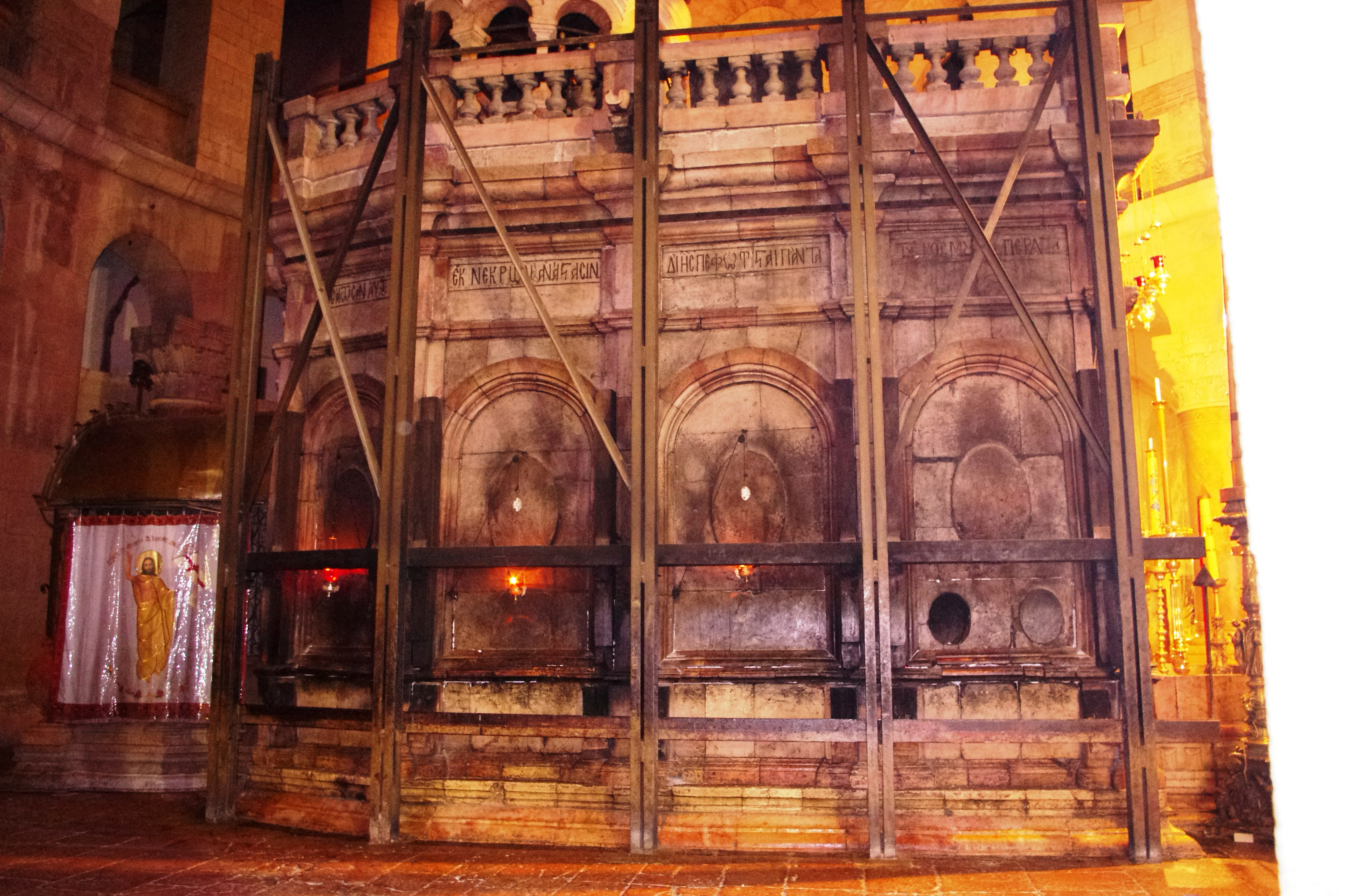
Konstrukcja wzmacniająca edykułę Grobu.

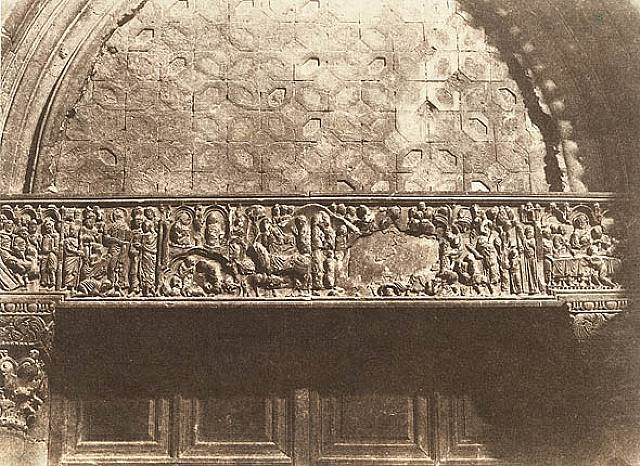
Biblijne sceny na nadprożu wejścia do bazyliki (od lewej): wskrzeszenie Łazarza, Chrystus spotyka Martę i Marię, przygotowania do Ostatniej Wieczerzy, wybranie osiołka, wjazd do Jerozolimy, Ostatnia Wieczerza. (Fot. Auguste Salzmann; 1854)

W lipcu 1927 Jerozolimę nawiedziło silne trzęsienie ziemi. Bazylika, zaniedbana i nie remontowana przez lata została poważnie uszkodzona. Między innymi naruszona poważnie została konstrukcja grobowca i powstała groźba jego zawalenia. Tak poważne uszkodzenia zostały dostrzeżone jednak dopiero w 1933 przez brytyjskiego architekta Williama Harveya, który zalecił podparcie ścian rusztowaniem. Podczas trzęsienia uszkodzone zostały także, datowane na 1149 rok, rzeźbione nadproża głównego wejścia zlokalizowanego w południowym transepcie bazyliki. Płaskorzeźba nadproża drzwi po lewej stronie (od strony dzwonnicy) przedstawiała serię scen biblijnych:
1. Wskrzeszenie Łazarza,
2. Chrystus spotyka Martę i Marię,
3. Przygotowania do Ostatniej Wieczerzy,
4. Wybranie osiołka,
5. Wjazd do Jerozolimy,
6. Ostatnia Wieczerza.

Uszkodzone oryginały trafiły do Muzeum Rockefellera, a zastąpiono je prostymi kamiennymi zamiennikami. Dalszym pracom nie sprzyjały konflikty zbrojne, których przebiegi miały wpływ na losy bazyliki: rewolty arabskie, II wojna światowa, a po wygaśnięciu brytyjskiego mandatu i ogłoszeniu niepodległości Izraela, także wojna izraelsko-arabska w latach 1948–1949.

#### Plany odnowienia bazyliki Grobu Świętego
Na przełomie lat 30. i 40. XX wieku łaciński patriarcha Jerozolimy, a zarazem kustosz Ziemi Świętej abp Alberto Gori prowadził konsultacje z przedstawicielami Francuskiej Szkoły Biblijnej i Archeologicznej w Jerozolimie oraz delegatem Watykanu, arcybiskupem (późniejszym kardynałem) Gustavo Testa w sprawie możliwej naprawy i przebudowy sanktuarium Grobu Świętego. Do współpracy zaprosili Antonio Barluzziego, włoskiego architekta, projektanta wielu świątyń w Ziemi Świętej. Barluzzi i współpracujący z nim Luigi Marangoni, architekt z bazyliki św. Marka w Wenecji otrzymali od abp Testa zalecenia:
1. sanktuarium pod względem wielkości winno przewyższać budowle Konstantyna,
2. powinny powstać oddzielne kościoły dla obrządku łacińskiego, greckiego i ormiańskiego,
3. oddzielne kaplice powinni otrzymać Koptowie, Syryjczycy, Etiopczycy i anglikanie, a
4. klasztory powinny funkcjonować poza sanktuarium.

Prace planistyczne zostały przerwane przez II wojnę światową, ale w 1949 zespół przedstawił propozycję. Plan przewidywał wyburzenie obecnej bazyliki i części budynków w centrum starego miasta Jerozolimy. Przestrzeń ograniczona od północy ulicą Dawida (David street), Aqabat al-Khanga, po er-Rusul/Aqabat el-Battikh, od wschodu Christian Quarter Road oraz od el-Hakkaria na północ do Via Dolorosa miała zapewnić 7-hektarowy plac na budowę sanktuarium o wymiarach 155 na 200 m. Powyższe plany były rzecz jasna oderwane od realiów panujących w Jerozolimie i nie uwzględniały ani stanowisk pozostałych wspólnot chrześcijańskich mających swoje reprezentacje w bazylice, ani ograniczeń wynikających z obowiązujących zasad Statu Quo. Brak jakichkolwiek informacji, by do tych planów wracano w latach późniejszych.
W 1947 mandatowe władze brytyjskie zarządziły wzmocnienie edykuły za pomocą stalowo-drewnianej konstrukcji, ale kwestia trwałej naprawy/remontu konstrukcji Grobowca nie została rozwiązana, aż do 2016 roku. W 1954 lub 1959 wspólnota rzymskokatolicka, grecka i ormiańska porozumiały się w sprawie niezbędnych napraw na terenie bazyliki. Uzgodnili, że wymieniane będą tylko najbardziej zniszczone elementy. Wyjście ponad wielowiekowe uprzedzenia wymagało czasu. Kluczowe porozumienie zawarto w 1958. Projekt odbudowy został wykonany przez trójkę architektów reprezentujących interesy tych trzech wspólnot, zaś sama odbudowa została przeprowadzona w latach 1961–1964. Najtrudniejszym wyzwaniem dla całej społeczności nie była strona techniczna, ale skomplikowane negocjacje dziesiątek umów uwzględniających prawa własności przestrzeni w bazylice. Projekt zakładał zachowanie dotychczasowego status quo w zakresie zajmowanych powierzchni, z zapewnieniem wspólnej partycypacji w remontach i konserwacji rotundy.
W drugiej połowie XX wieku trzy największe wspólnoty chrześcijańskie funkcjonujące w bazylice: grecka, ormiańska i łacińska, rozpoczęły realizację wspólnego projektu renowacji sanktuarium z równoczesnym przeprowadzeniem badań archeologicznych przy użyciu nowszych technik: w latach 1960–1969 kierował nimi profesor archeologii z Franciszkańskiego Studium Biblijnego w Jerozolimie Virgilio Corbo, zaś w latach 1975–1981 Florentino Díez Fernández. Prace rozpoczęto od intensywnych badań archeologicznych, które pozwoliłyby wyjaśnić szczegóły historyczne i opisać zachowane elementy architektoniczne kolejnych historycznych form budowli. Prace te były niezbędne, bowiem liczne drastyczne wyburzenia, pożary, odbudowy i przebudowy na przestrzeni wieków zmieniały oblicze świątyni, a długotrwałe spory między wyznaniami i obowiązujące zasady Statu Quo uniemożliwiały przeprowadzenie wcześniejszych badań w tym zakresie. Pierwsze wykopy badawcze pozwoliły na zbadanie stabilności elementów pozostałości budowli krzyżowców. Podczas tych prac wykonano nowoczesny drenaż. Obszerny, trzytomowy raport z przeprowadzonych w ciągu 20 lat badań opublikował o. Virgilio Corbo.
Kalendarium prac:
- 1960: wykopaliska na terenie siedziby patriarchów i w ogrodzie,
- 1963: wykopaliska w kaplicy Marii z Egiptu,
- 1963–1964: wykopaliska przy wodociągu i kanalizacji na północ od siedziby patriarchów i południowy dziedziniec przed kościołem (odkryto podziemia z czasów cesarza Hadriana),
- 1965: prace w grobowcu i kaplicy znalezienia Krzyża oraz na dziedzińcu przy południowej fasadzie,
- 1966–1967: wykopaliska w rejonie na południe od transeptu Anastasis (kaplica Ormiańska),
- 1968: na północ od transeptu Anastasis – ołtarz Marii Magdaleny,
- 1969: w galerii Anastasis,
- 1969–1970: we wschodniej części trzynawowej bazyliki (Katholikon)
- 1974: odkrywki w Anastasis – na południe od edykuły,
- 1970–1980: prace prowadzone etapami za absydą kaplicy św. Heleny w rejonie dawnej bazyliki Martyrium

Współpraca ruszyła z miejsca między innymi dzięki objęciu w 1957 zwierzchnictwa nad Prawosławnym Patriarchatem Jerozolimy przez patriarchę Benedykta oraz objęciu zwierzchnictwa nad lokalnym kościołem ormiańskim przez patriarchę Jegisze Derderiana w 1960. Ich zaangażowanie i pragmatyzm pozwoliły na osiągnięcie konsensusu. Duży wpływ na możliwości porozumienia miał ruch ekumeniczny, który rozpoczął się na fali zmian związanych z pontyfikatem Jana XXIII i późniejszym Soborem watykańskim II. Troska o jedność chrześcijan pojawiła się w pierwszych oświadczeniach bożonarodzeniowych papieża, tuż po elekcji w 1958. Sprawa samej bazyliki Grobu była dla niego ważna. Problemy dotyczące Jerozolimy poznał znacznie wcześniej. Odwiedził ją jeszcze jako sekretarz biskupa Bergamo w 1906, a w czerwcu 1939 jako biskup Angelo Roncalli. Podczas swojej kariery spędził 20 lat w świecie kościołów wschodnich: w Bułgarii, Grecji i Turcji. Jeszcze przed wizytą papieża Pawła VI w Ziemi Świętej w 1964 łacinnicy przyznali prawosławnym prawo do Siedmiu łuków Dziewicy (ciągu kolumn w północnej nawie bazyliki). Podczas wizyty papież spotkał się na Górze Oliwnej z patriarchą Konstantynopola Atenagorasem I. Znacznego wsparcia w negocjacjach i mediacji udzielił jordański gubernator Hassan Bey al-Katib oraz król Jordanii Husajn ibn Talal.

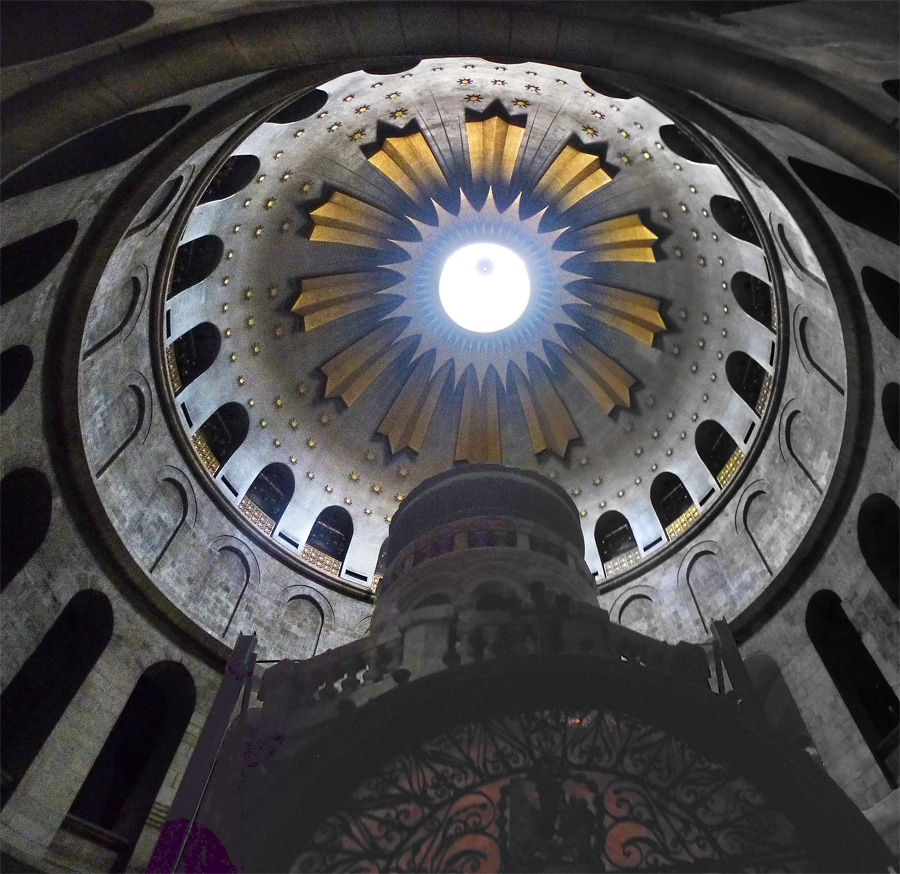
Kopuła rotundy Anastasis nad edykułą Grobu. Stan po remoncie.

Remont kopuły rotundy został zakończony w 1980. Wzmocnienia konstrukcji pozwoliły na zdemontowanie szpecących rusztowań, a w toku prac odtworzono wiele detali. W tym jednak czasie zmarł patriarcha Benedykt i wspólne biuro techniczne przestało funkcjonować. Na lata utknęła więc sprawa dekoracji kopuły nad Katholikon. Kompromis osiągnięto dopiero w 1997, co pozwoliło na zakończenie prac i zdemontowanie szpecących rusztowań. Remontu nie doczekała dotychczas edykuła Grobu.
W 1986 zespół konserwatorów pracujących pod kierownictwem archeologa Jeorjosa Lawasa z uniwersytetu w Salonikach oraz architekta Teodosiosa Mitropulosa, badając wypełnienia w skale Golgoty, odkryli wykute w niej owalne zagłębienie o średnicy 11,5 cm, które mogło służyć do umocowania nawet 2,5-metrowego krzyża.
W 1989 rozpoczęto prace badawcze w ramach Gresham Jerusalem Project, którego celem była inwentaryzacja i wykonanie dokumentacji fotogrametrycznej, która w przyszłości umożliwi całkowite rozebranie i ponowne złożenie edykuły od podstaw. Projekt był finansowany przez Gresham College, a wykonany przez zespół wydziału Fotogrametrii londyńskiego City University pod kierunkiem brytyjskiego archeologa, profesora Martina Biddle’a. Prace zostały zakończone w 1990. Wykonano kompleksowe badania strukturalne i historyczne, lecz nie wiadomo czy i kiedy prace będą mogły się rozpocząć. Nie wiadomo także, czy wprowadzać zmiany w ukształtowaniu grobowca. Wspólnota grecka chce zachować kształt z projektu Komnenosa z 1810, a inni optują za rozwiązaniami włączającymi symbolikę łacińską. Decyzji w tej sprawie nie ma. Od czasu pomiarów niektóre partie murów obsunęły się o kilka centymetrów.
W marcu 2016 przedstawiciele kościołów prawosławnego, ormiańskiego i katolickiego porozumieli się co do renowacji edykuły Grobu. Prace z udziałem około 50 ekspertów rozpoczęły się w maju, zaś 31 października tegoż roku odsłonięto płytę Grobu w którym miało spoczywać ciało Jezusa. W pracach uczestniczyli naukowcy z Politechniki Narodowej w Atenach pod kierunkiem prof. Antonii Moropoulou, a fundatorami projektu byli: król Jordanii Abd Allah II ibn Husajn, oraz Mica Ertegun (wdowa po Ahmecie Ertegünie, założycielu wytwórni Atlantic Records). Prace zakończyły się w marcu 2017 roku.

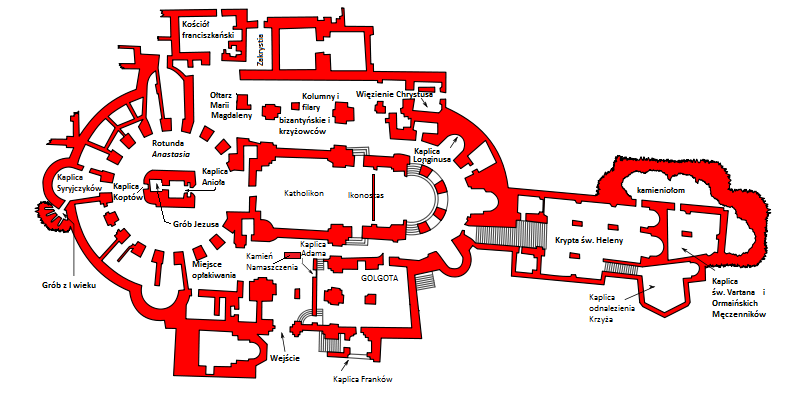
Bazylika Grobu Świętego, rzut przyziemia

## Bazylika
Na przestrzeni wieków sanktuarium było wielokrotnie przebudowywane oraz nękane przez pożary, trzęsienia ziemi i grabieże. W rezultacie, pod względem architektonicznym kształt świątyni jest rezultatem różnej jakości przebudów i remontów. Na obecny kształt sanktuarium miały wpływ między innymi:
- 335 – pierwotna budowa Konstantyna,
- 614 – zniszczenia po zdobyciu Jerozolimy przez Persów,
- 632–634 – odbudowa przez patriarchę Modesta (za panowania cesarza Herakliusza),
- 1009 – zburzenie na polecenie kalifa Al-Hakima,
- 1042–1048 – odbudowa za panowania cesarza bizantyńskiego Konstantyna IX Monomacha,
- 1099–1149 – przebudowa przez krzyżowców (Królestwo Jerozolimskie),
- 1810 – odbudowa pod kierunkiem Nikolaosa Komnenosa z greckiej Mityleny, po pożarze z 1808,
- naprawy i odbudowy po licznych trzęsieniach ziemi – w tym znacznych z 1867 oraz 1927.

Najdłuższe wymiary budowli: długość – 120 m, szerokość – 70 m. Powierzchnia na poziomie „0” – około 4500 m².
Mimo że zewnętrzny wygląd Grobu został znacznie odmieniony, a skała Golgoty w dużym stopniu zniszczona, to nadal należą one do najcenniejszych relikwii chrześcijańskich i sanktuarium przyciąga ogromne liczby pielgrzymów z całego świata.

### Status Quo
Poszczególne sprawy własności i praw każdego z wyznań chrześcijańskich, a także sposobu i warunków wypełniania obrzędów i liturgii na terenie bazyliki regulują zasady Status Quo zakładające utrzymanie niezmienionego stanu rzeczy. Status Quo został wprowadzony na mocy firmanów osmańskich sułtanów i obowiązuje nieprzerwanie od połowy XIX wieku. W 1929 były oficer brytyjski, urzędnik służby cywilnej Palestyny Lionel George Archer Cust opublikował opracowanie „The Status Quo in the Holy Places”.
W praktyce większość praw dotyczących bazyliki jest w posiadaniu trzech obrządków chrześcijańskich: greckiego prawosławnego patriarchatu Jerozolimy, kościoła łacińskiego reprezentowanego przez Zakon Braci Mniejszych (franciszkanie) oraz Apostolskiego Kościoła Ormiańskiego. Przedstawiciele Koptyjskiego Kościoła Ortodoksyjnego mają prawa do małej kaplicy wybudowanej na tyłach edykuły Grobu.
Wraz z chrześcijanami z Syryjskiego Kościoła Ortodoksyjnego mają także prawo do organizowania własnych nabożeństw, jednak jest ono ograniczone. Wierni Etiopskiego Kościoła Ortodoksyjnego mogą odprawiać liturgie na dachu kaplicy św. Heleny, ale tylko w okresie Wielkiego Tygodnia.
Dziedziniec przed wejściem jest ogólnie dostępny, ale prawo do sprzątania przysługuje prawosławnym. Fasada wraz z portalem, Kamień namaszczenia oraz edykuła Grobu wraz z kaplicą Anioła są we władaniu trzech głównych kościołów i one wspólnie decydują o naprawach i pokrywają koszty. Prawa do wyłącznej opieki nad kopułą nad dawnym kościołem krzyżowców (Katholikon) wykazują prawosławni, ale pozostałe dwa główne wyznania kwestionują to prawo i domagają się uwzględniania ich w planach remontów i kosztów. Z kolei Ormianie wysuwają roszczenia do kaplicy Świętej Heleny, łacinnicy do kaplicy odnalezienia Krzyża, a pozostałe dwa kościoły się temu sprzeciwiają. Sam Katholikon jest we władaniu prawosławnych, ale zasada Status Quo daje pozostałym wyznaniom prawo uzgadniania z nimi zmian i napraw. Łacinnicy i prawosławni spierają się o prawa do siedmiu Łuków Dziewicy, a Ormianie i Syryjczycy o prawo do kaplicy Nikodema.

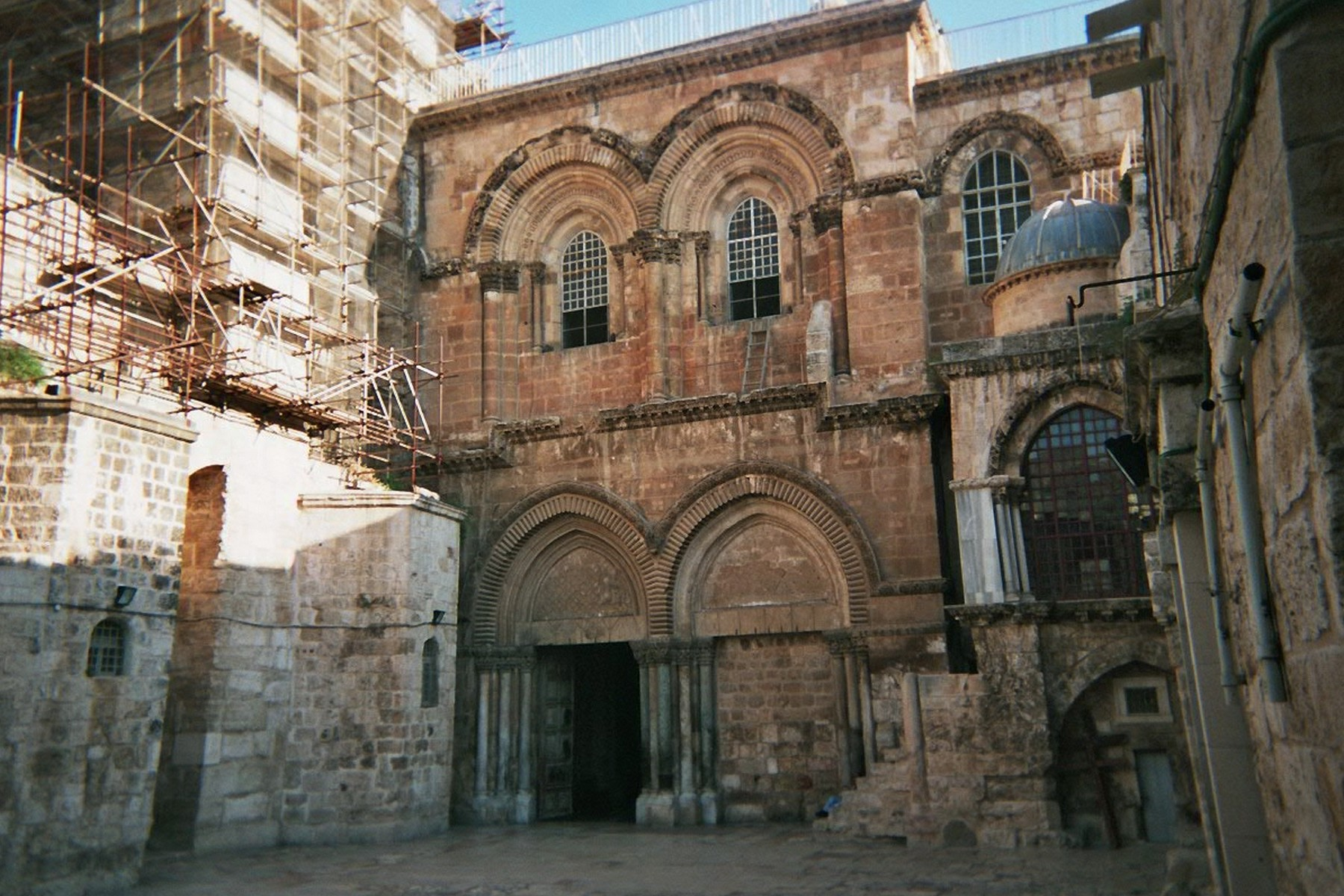
Dziedziniec bazyliki. Po prawej stronie kaplica Franków

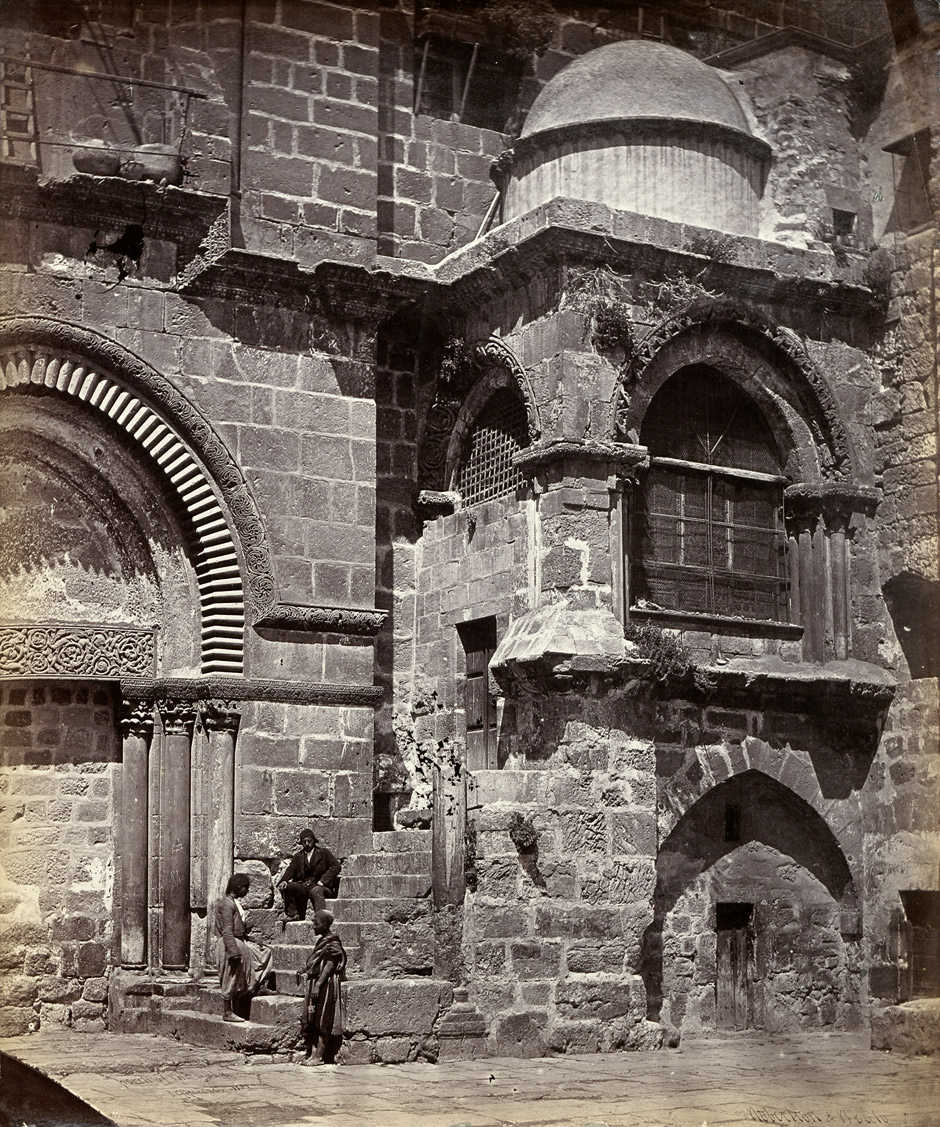
Kaplica Franków na fotografii z 1859. Fot. James Robertson i Felice Beato

### Dziedziniec
Jedyne wejście do bazyliki znajduje się w południowym transepcie. Po lewej stronie od dziedzińca widoczne są trzy kaplice zbudowane w XI wieku, a należące do Greków prawosławnych – od lewej ku portalowi bazyliki kolejno: św. Jakuba Mniejszego, św. Jana (miejsce po dawnym, konstantyńskim baptysterium) oraz kaplica Czterdziestu męczenników. Nad nimi góruje dzwonnica, której górna część, ze względu na fatalny stan techniczny, została rozebrana w 1719. Po stronie prawej wejście do koptyjskiej kaplicy św. Michała, ormiańskiej kaplicy św. Jana, oraz – zbudowanego nad ogromną, sklepioną cysterną z II wieku n.e. – greckiego klasztoru św. Abrahama. W narożniku, między kaplicami a portalem bazyliki – kaplica Franków.

### Kaplica Franków
Kaplica Franków (zwana też Frankijską) jest usytuowana na zewnątrz bazyliki, przy murze świątyni, na prawo od wejścia. Wiodą do niej strome schody. Została zbudowana przez krzyżowców jako zewnętrzne wejście na Golgotę, a nazwa jest nawiązaniem do rycerzy krzyżowych, zwanych wówczas przez lokalną ludność Frankami. Przejście zostało zamurowane po upadku Jerozolimy w 1187 i zostało przebudowane na kaplicę. W tym samym czasie zabudowano także południowe drzwi do bazyliki, którędy prowadziło drugie wejście na Kalwarię. U podnóża schodów wiodących do kaplicy Franków, a przed zamurowanym południowym portalem widoczna jest drewniana osłona, która skrywa grobowiec angielskiego krzyżowca zmarłego w 1236, Filipa d’Aubigny. Grobowiec został odkryty, przesunięty i zabezpieczony podczas prac w 1925.
Kaplica Franków jest poświęcona Matce Bożej Bolesnej i stanowi X stację drogi krzyżowej. Pod kaplicą Franków zlokalizowana jest mała kaplica Marii z Egiptu.

### Fasada i portal
Nadproża podwójnego portalu zlokalizowanego w południowym transepcie bazyliki, były wbudowane około r. 1149 (lub, jak określa Rahmani, w okresie 1150–1180 lub wcześniej), czyli podczas wznoszenia sanktuarium przez krzyżowców. Zdaniem izraelskiego archeologa, byłego kuratora Israel Antiquities Authority Lewiego Rahmani, płaskorzeźby obu nadproży noszą wyraźne wpływy rzemiosła europejskiego i były ze sobą powiązane tematycznie. Zachodnie nadproże, czyli to które jest zlokalizowane od strony Grobu, przedstawiało biblijne sceny, odnoszące się do nowotestamentowych wydarzeń związanych z męką i zmartwychwstaniem Chrystusa, oraz Eucharystią (zob. fotografia w sekcji XX wiek). Mniej znane i opisywane płaskorzeźby wschodniego nadproża, wbudowanego nad dawnymi drzwiami od strony Golgoty i kaplicy Adama, były poświęcone „zstąpieniu Chrystusa do piekieł” i miały stanowić przestrogę przed grzechem i uwikłaniem przez występek i zło, które symbolizowała bujna roślinność i bestie. Wspomniane nadproża zostały poważnie uszkodzone podczas trzęsienia ziemi w 1927 i zostały zastąpione prostymi nadprożami, zaś oryginały zostały przekazane do Muzeum Rockefellera. Zachodnie drzwi zostały zamurowane w 1187 z rozkazu Saladyna.
Osobliwością, która dobrze obrazuje powagę, z jaką strony odnoszą się do najdrobniejszych szczegółów sytuacji sprzed firmanów, a zarazem dokumentuje poziom groteski, jaki towarzyszy relacjom między wspólnotami chrześcijańskimi w Ziemi Świętej, jest drewniana drabina, która stoi na gzymsie, oparta o prawe okno zachodniej elewacji bazyliki. Drabina nie pełni żadnej szczególnej funkcji i nikt nie potrafi odpowiedzieć na pytanie, kto i kiedy ją tam ustawił. Znane jest kilka teorii okoliczności pojawienia się drabiny w tym miejscu. Jedna z nich mówi, że być może została tam ustawiona przez robotnika podczas prac remontowych, albo podczas mycia okna. Według kolejnej była wykorzystywana do dostarczania żywności ormiańskim mnichom zamkniętym w świątyni przez Turków. W innej pozwalała Ormianom na korzystanie z gzymsu jak z balkonu, by zaoszczędzić pieniądze, jakie mieli pobierać Turcy w wejściu do bazyliki. Wiadomo natomiast, że drabina stoi w tym miejscu już od dawna – jest widoczna na litografii wykonanej w 1842, a przedstawiającej zachodnią elewację świątyni. Inne znane ryciny i fotografie potwierdzają, że ów relikt stoi na gzymsie co najmniej już od pierwszej połowy XIX wieku. W opinii brytyjskiego XIX-wiecznego architekta Sir Charlesa Barry’ego, drabina była widoczna na szkicach elewacji bazyliki wykonanych w 1819. Znana jest także rycina z 1728, na której widoczny jest zarys drabiny stojącej w tym samym miejscu gzymsu. Po wydaniu przez sułtana firmanu sankcjonującego „niezmieniony stan rzeczy” w bazylice, została uznana za jeden z elementów, który nie może być zmieniany. Okno, gzyms i drabina są we władaniu wspólnoty ormiańskiej. Najprawdopodobniej w przeszłości drabina była co najmniej raz wymieniana na nowszą.

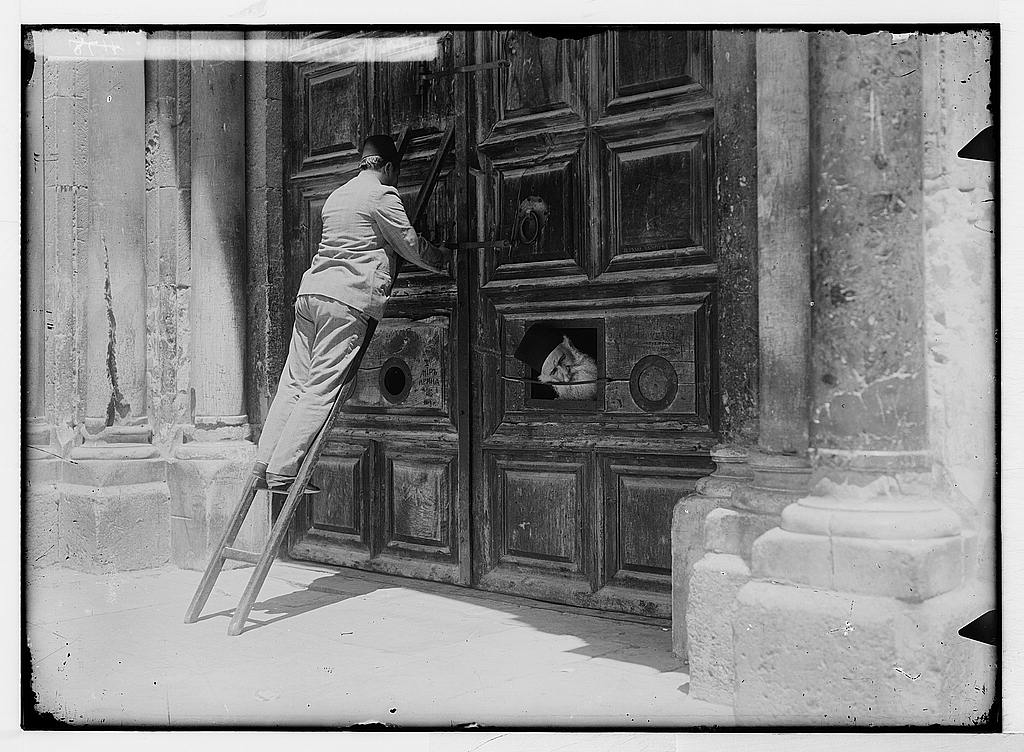
Ceremonialne zamykanie drzwi bazyliki (około 1900)

#### Drzwi wejściowe
Prawo wyłącznego posiadania kluczy i korzystania z nich należy do dwóch rodzin muzułmańskich: Dżuda i Nusajba. Tę szczególną funkcję kluczników chrześcijańskiej bazyliki powierzył ich przodkom w 1246 As-Salih Ajjub, kalif z dynastii Ajjubidów. Codzienne ceremonie są szczegółowo uregulowane i drzwi mogą być obsługiwane na trzy określone sposoby. Wersja podstawowa zakłada, że zakrystian, wyznaczony z grona trzech osób pełniących tę funkcję, uchyla tylko jedno skrzydło. Wariant drugi pozwala na otworzenie obu skrzydeł – lewego przez zakrystiana, a prawego przez klucznika. Trzeci, uroczysty, sposób jest stosowany w dni świąteczne, między innymi w soboty wielkiego postu. Rytuał otwierania bazyliki rozpoczyna się w dokładnie wyznaczonych godzinach. Zakrystianie zbierają się wewnątrz bazyliki przy bramie. Mieszkający poza bazyliką klucznik przychodzi na określoną godzinę. Po otworzeniu przez klucznika małego okienka w skrzydle bramy zakrystianie wysuwają na zewnątrz drabinę, która zostaje oparta o bramę i służy klucznikowi do sięgnięcia do górnego skobla. Operacja zamykania przebiega w odwrotnej kolejności. Wszystkie czynności odbywają się według tradycyjnej, stałej procedury. Za każdorazowe otwieranie i zamykanie bramy klucznik otrzymuje wynagrodzenie. Siedziba strażników muzułmańskich mieści się wewnątrz bazyliki na lewo od wejścia.

### Kamień Namaszczenia
We wnętrzu bazyliki, na wprost wejścia, znajduje się Kamień Namaszczenia, mający stanowić nawiązanie do obrzędu, któremu zostało poddane ciało Jezusa przed złożeniem do grobu. Ciało Jezusa zostało wówczas przygotowane przez Józefa z Arymatei i Nikodema: obmyte, obłożone mirrą i aloesem, owinięte całunem, a na koniec złożone do grobu.
Po raz pierwszy kamień taki został wbudowany w XII wieku, a obecny pochodzi z 1810. Również ściana z tyłu Kamienia pochodzi z tego samego okresu. Została wbudowana w 1810, gdy w wyniku pożaru pękł łuk zlokalizowany na górze. Po ostatnich pracach remontowych, podczas których łuk został naprawiony, ściana nie była już potrzebna, jednak została ponownie wbudowana przez Greków, którzy chcieli odzyskać powierzchnię do powieszenia ikon.

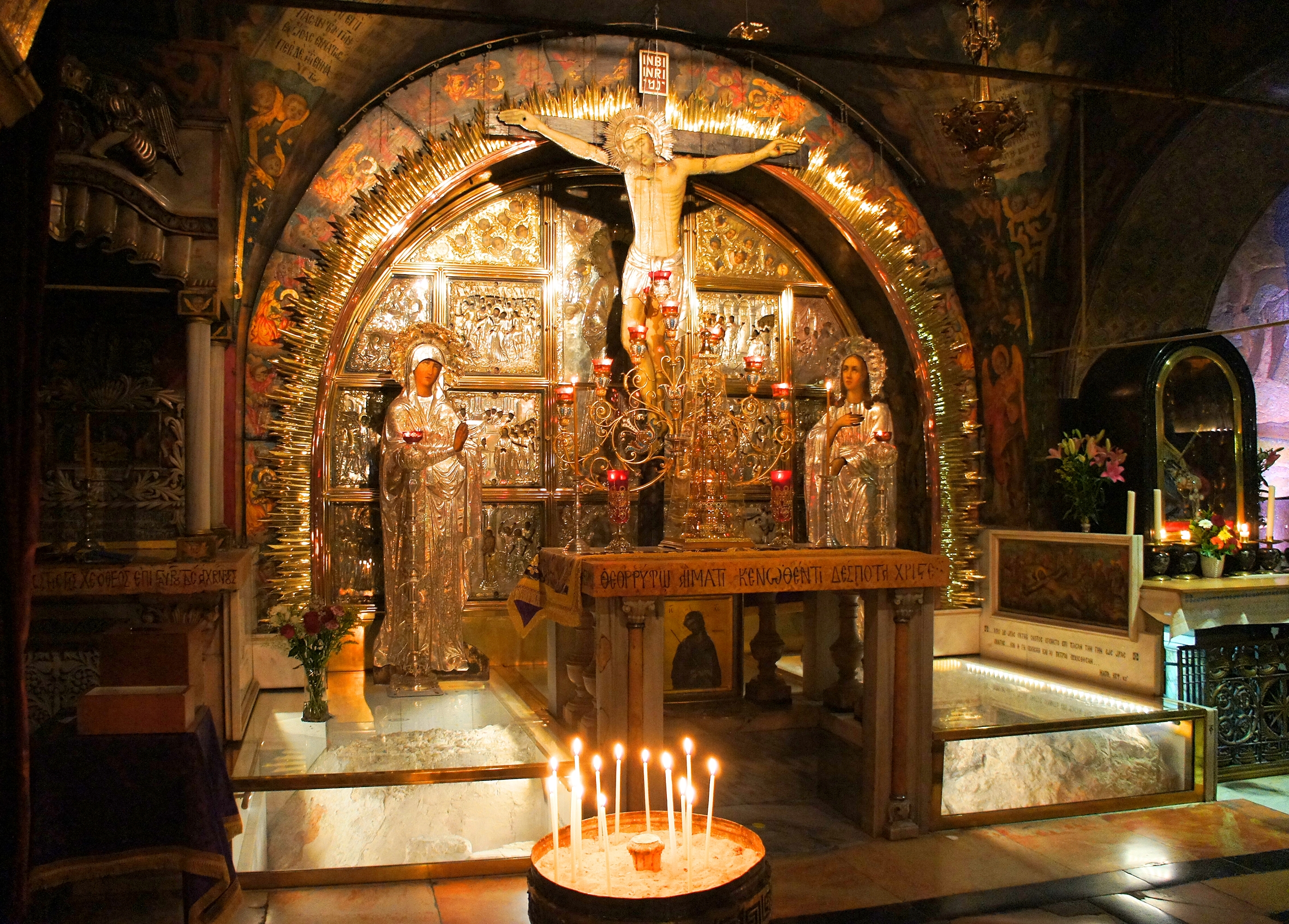
Prawosławna kaplica Śmierci na Krzyżu

### Kalwaria
Wzgórze Golgota było pozostałością po kamieniołomie, który funkcjonował w tym miejscu przez kilkaset lat. Półkolisty, wyszlifowany przez deszcz i wiatr wierzchołek, był podobny do górnej części czaszki. Jak wykazały badania sondażowe przeprowadzone w latach 1975–1981 przez Charlesa Coüasnona OP, skalne podnóże Golgoty znajduje się 6,75 m poniżej poziomu obecnej posadzki, a jej wierzchołek wznosi się 4,20 m ponad nią. Łączna wysokość skały to około 10,95 m, a więc więcej niż podaje znaczna część przewodników, które odnoszą się do wysokości mierzonej od obecnego poziomu terenu (posadzki).

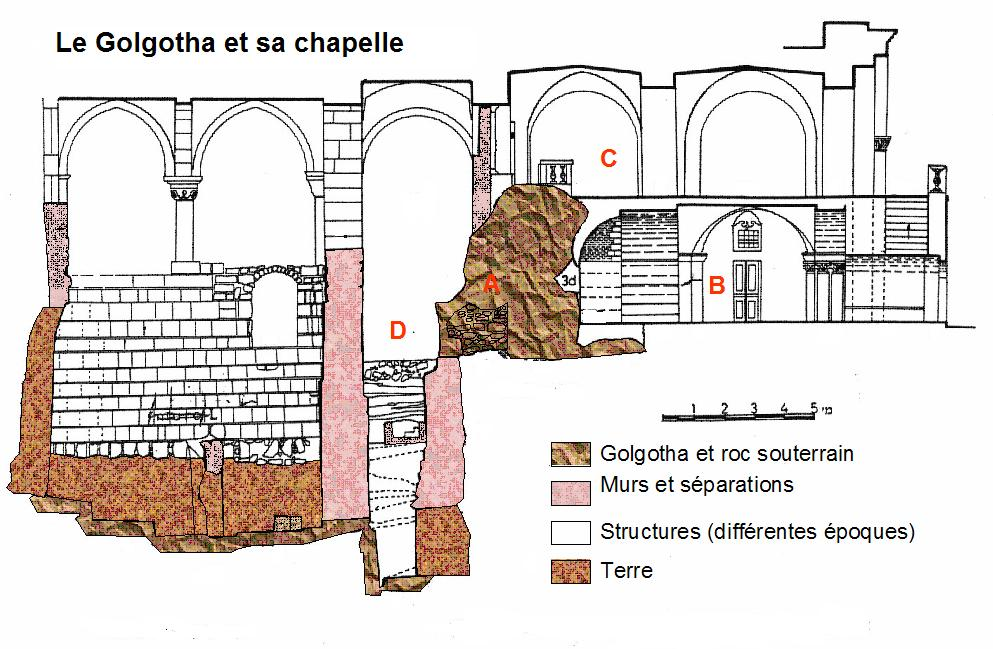
A – skała, B – część skały pod podłogą kościoła, C – Wierzchołek w kształcie czaszki na parterze obecnej kaplicy, D – skała widoczna w fundamentach

Skała Golgoty znajduje się po prawej stronie od wejścia do świątyni. Na drugiej kondygnacji, na którą wiodą strome schody, mieści się kaplica podzielona na dwie części. Katolicka kaplica Przybicia do Krzyża zajmuje część południową. Renesansowy ołtarz z brązu został wykonany we Florencji w 1588, na podstawie projektu dominikanina Domenico Portigianiego. Obok umieszczono znacznie mniejszy ołtarz Matki Bożej Bolesnej. W północnej, należącej do wspólnoty greckiej części mieści się kaplica Śmierci na Krzyżu. Jest ozdobiona licznymi lampami oliwnymi, a na zachodniej ścianie umieszczona jest srebrna płyta przedstawiająca sceny Męki Pańskiej. Pod marmurowym ołtarzem znajduje się otwór, który wskazuje miejsce zatknięcia krzyża. Sama skała Golgoty jest widoczna poprzez przeszklenia po obu stronach ołtarza.
W 1977 hiszpański archeolog Florentino Díez Fernández odkrył pod istniejącym fragmentem wzgórza Golgoty grotę oraz zbiornik o średnicy 80 cm i wysokości około 45 cm wypełniony odłamkami zwęglonych kości i popiołem. Znalezisko zidentyfikował jako pogański ołtarz całopalny, z istniejącej tutaj świątyni Wenus-Afrodyty. W datowaniu znaleziska pomogły ceramiki i monety z okresu istnienia Aelia Capitolina. Później, w bezpośrednim sąsiedztwie odkryto także niewielki ołtarz, który służył do składania ofiar płynnych. Odkrycie to zdaje się potwierdzać tezę Fernándeza. Badacze zwracają uwagę, że jeszcze Euzebiusz pisał o istniejącej w świątyni Afrodyty „ciemnej jaskini” w której „składano ofiary Afrodycie, bogini rozwiązłości”.

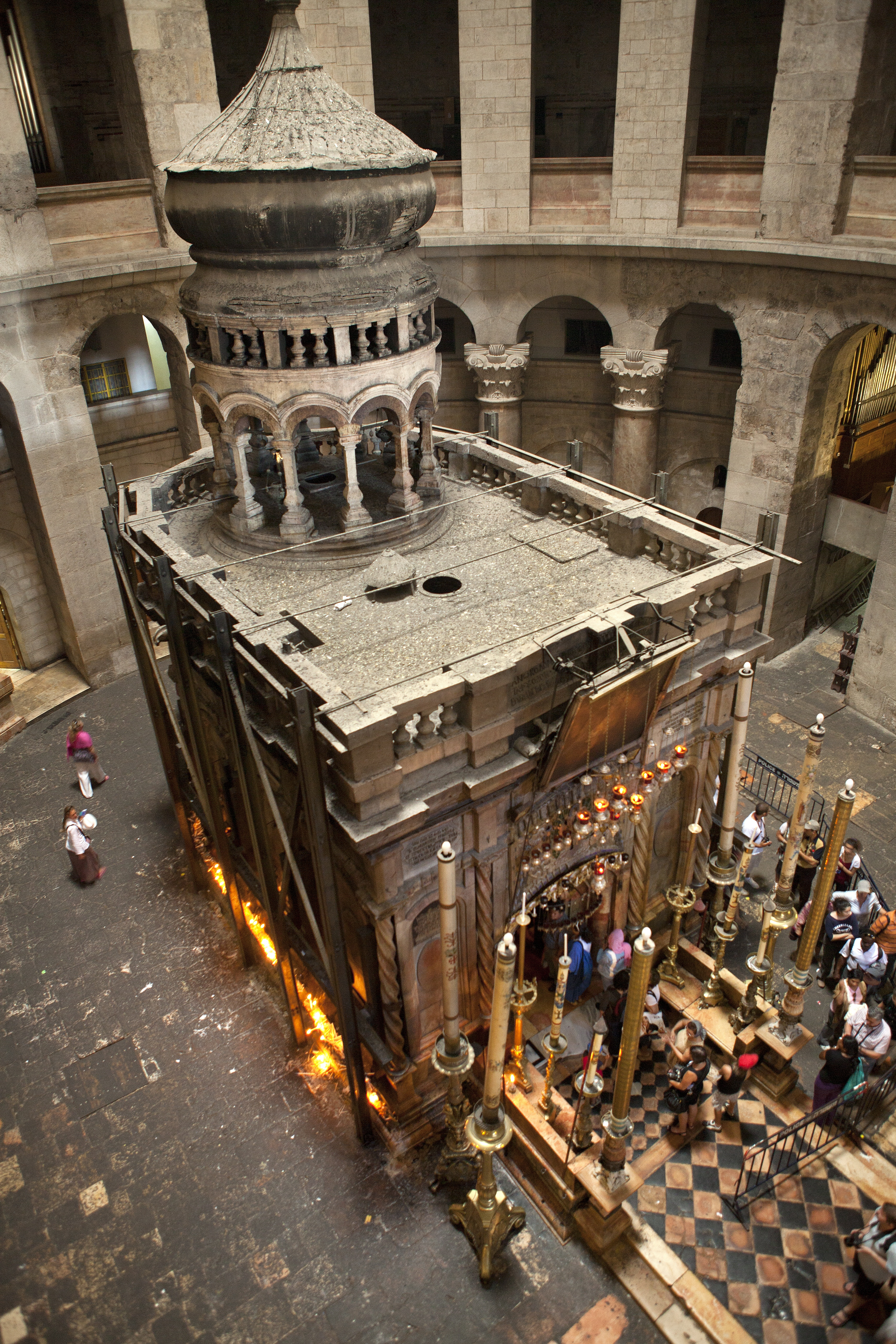
Anastasis – edykuła Grobu. Po bokach widoczne są stalowe rusztowania spinające budowlę.

### Kaplica Adama
Na parterze, pod kaplicą Kalwarii zlokalizowana jest kaplica Adama. Zgodnie z żydowską tradycją skała Golgota była miejscem, w którym znajdował się grób Adama. Tradycja łączy skałę grobu Adama także z miejscem ofiarowania Izaaka przez Abrahama. Obraz krzyża Jezusa zatkniętego na symbolicznej czaszce (Adama) wszedł na stałe do ikonografii chrześcijańskiej, jako znak dokonania przez Jezusa odkupienia praojca ludzkości. W kaplicy Adama można za przeszkleniem zobaczyć dolną część skały Golgoty. Do czasu pożaru w 1808 w kaplicy wyeksponowane były grobowce pierwszych królów Jerozolimy z czasów Królestwa Jerozolimskiego: Gotfryda z Bouillon i jego następcy, Baldwina I z Boulogne.

### Rotunda
Rotunda, zwana Anastasis (Zmartwychwstanie) to typowa, imponująca rotunda o oryginalnej konstrukcji rzymsko-bizantyńskiej, w której w regularnym szyku stoją naprzemiennie zaprojektowane filary, grupy kolumn i duże okna. Niestety, w wyniku różnych przebudów na przestrzeni wieków, okna straciły bezpośrednie działanie promieni słonecznych i okrągły ambit został podzielony na poziomy przez antresole. Anastasis była w przeszłości znacznie bardziej przestronna, bowiem krąg położony poza kolumnami był zaprojektowany jako otwarty krużganek. Obecnie został zabudowany i podzielone na małe pomieszczenia o funkcji magazynowej. Podczas ostatniej renowacji dwanaście kolumn w pobliżu dolnego poziomu zostały przywrócone do ich pierwotnej postaci. Dwie kolumny w pobliżu ołtarza Marii Magdaleny były najprawdopodobniej dwoma częściami jednej kolumny pochodzącej z budowli Konstantyna lub Hadriana. Remont kopuły został ukończony w latach 90. XX w..

#### Grobowiec i Grób

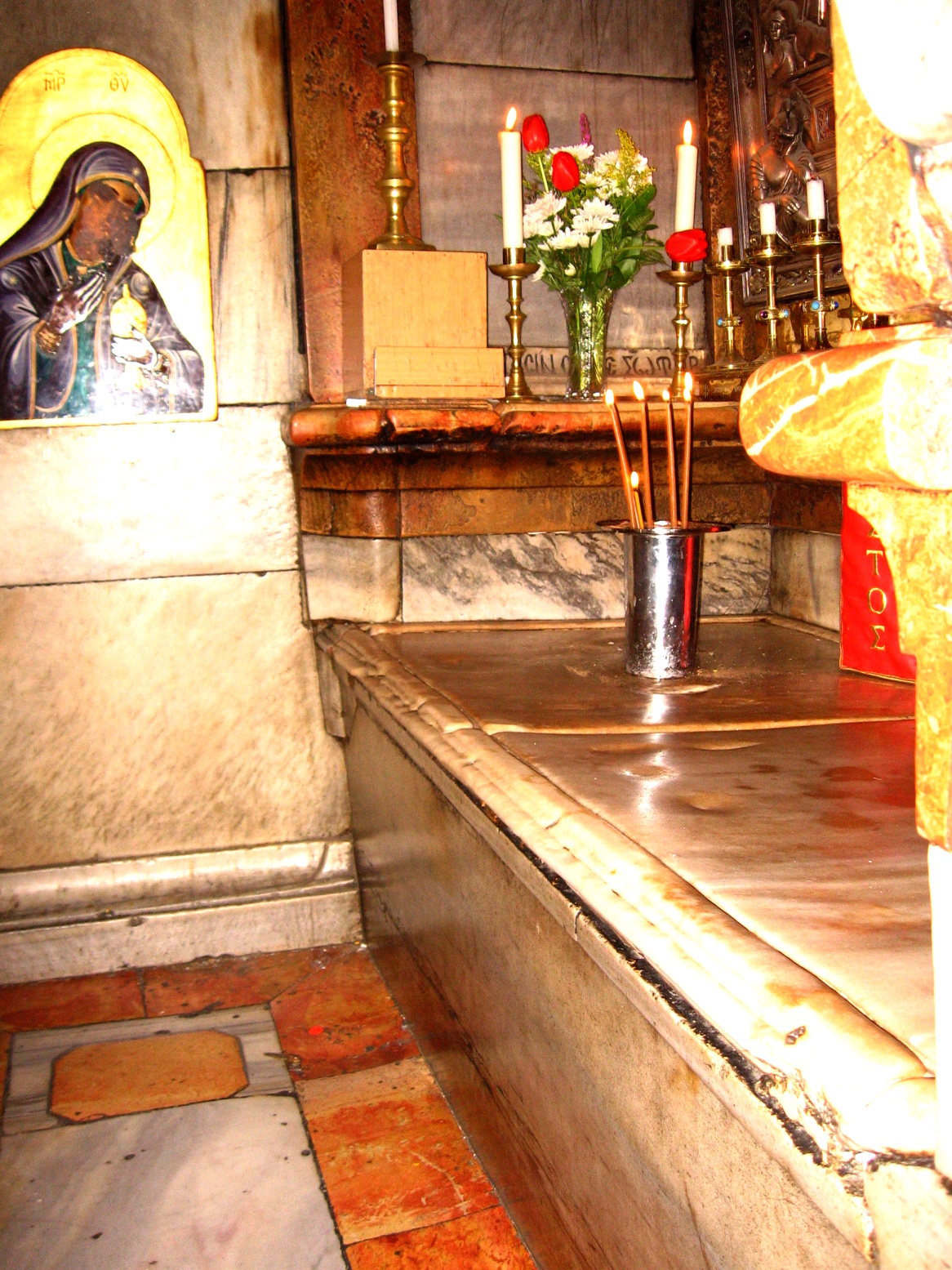
Wnętrze grobowca – arcosolium – w którym zgodnie z tradycją spoczywało ciało Jezusa

Grób Jezusa znajduje się w masywnym grobowcu zlokalizowanym w centrum Anastasis, na skrzyżowaniu nawy głównej i transeptu. Dla budowli używane jest łacińskie określenie aedicula lub greckie κουβούκλιον (kouvouklion). To ostatnie słowo pochodzi od łacińskiego cubiculum, które można przetłumaczyć jako „sypialnia”, „królewski skarbiec” lub „korona”. Budowla w obecnej postaci pochodzi z 1810 i powstała podczas odbudowy po pożarze, który zniszczył znaczną część bazyliki w 1808. Poprzednie wersje rotundy były kolejnymi replikami zastępującymi grób zburzony z rozkazu Al-Hakima w 1009. Przed 1808 tylko po stronie północnej i południowej były zachowane elementy oryginalnej, wapiennej konstrukcji grobu.
George Williams w wydanej w 1849 pracy „The Holy city. Historical, topographical, and antiquarian notices of Jerusalem” powołując się na relacje przedstawicieli kościoła łacińskiego dowodził, że podczas tamtego pożaru wnętrze Grobu nie zostało naruszone. Jego zdaniem temperatura podczas pożaru była tak wysoka, że kolumny stojące wokół edykuły rozsypywały się w pył, wykonane z mosiądzu, srebra lub złota lampy, żyrandole i naczynia sakralne „topiły się jak wosk”, z kopuły rotundy strumieniami lał się roztopiony ołów, a zasłony w kaplicy Anioła (westybulu Grobu) spłonęły, to wnętrze miało pozostać niezniszczone. Podczas odbudowy grobowca zewnętrzne marmurowe elementy edykuły zostały całkowicie usunięte i zastąpione nowymi według całkowicie nowego projektu.

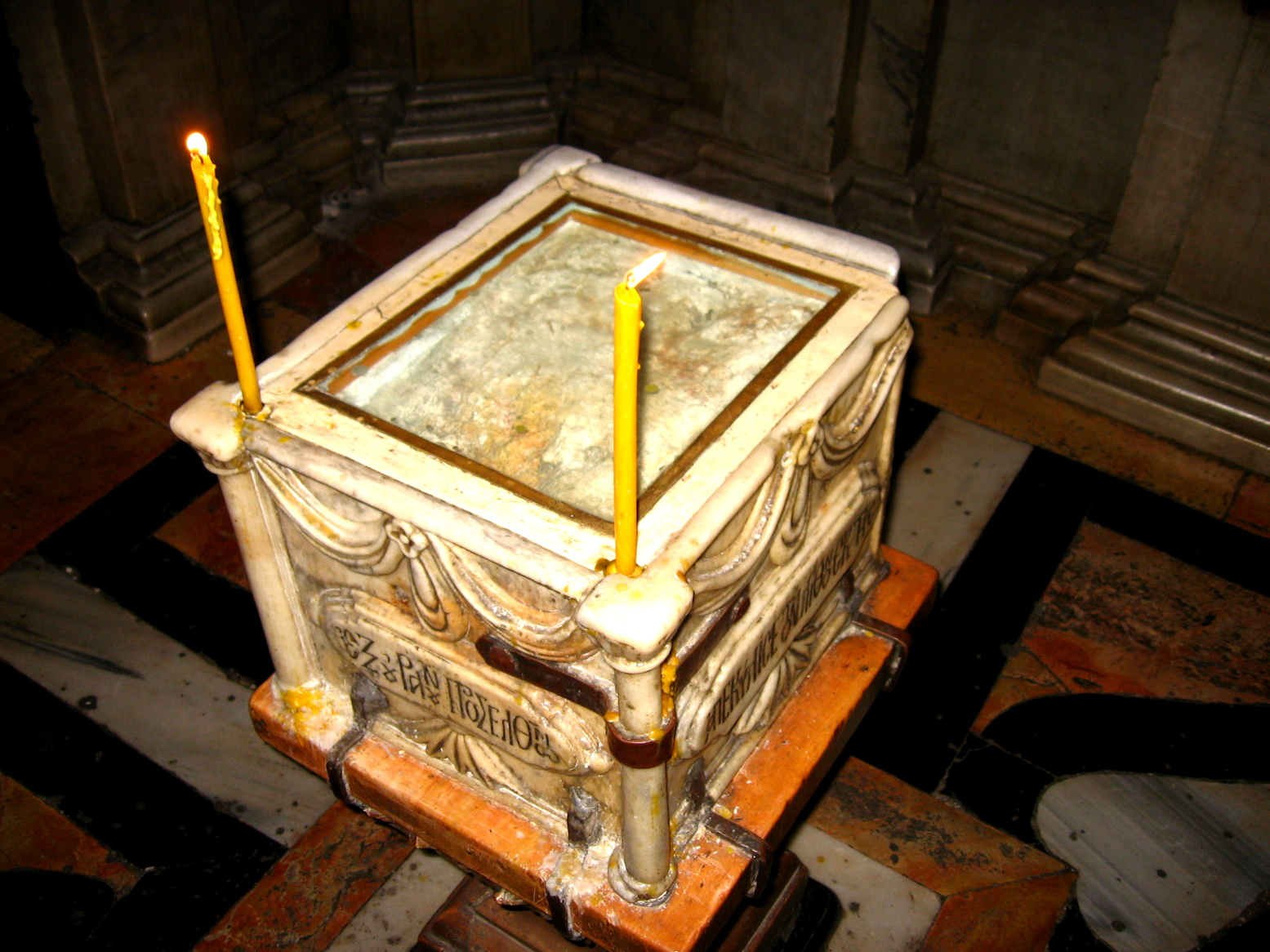
Miniaturowy ołtarz w kaplicy Anioła. Według tradycji wykonany został z fragmentu kamienia, który zamykał wejście do grobowca

Przed wejściem, na stojących po bokach kamiennych ławach umieszczono 6 bardzo dużych lichtarzy oraz 6 nieco mniejszych. Prawo własności tych lichtarzy jest podzielone między katolików, Greków i Ormian. We wnętrzu grobowca znajdują się dwa pomieszczenia. Pierwsze o wymiarach 3,3 na 2,9 m to westybul zwany kaplicą Anioła. Nazwa jest odniesieniem do postaci anioła (Mt 28,2), który pojawił się kobietom, które przyszły do grobu w dzień po pogrzebie Jezusa. Na środku ustawiony jest miniaturowy ołtarz, który według tradycji został wykonany z kamienia stanowiącego zamknięcie grobowca. W kaplicy umieszczono 15 lamp, które są przypisane poszczególnym wyznaniom: pięć należy do łacinników, pięć do Greków, cztery do Ormian, a tylko jedna do Koptów. Drugie pomieszczenie – właściwa komora grobowa o powierzchni ok. 2 m² – z obudowanym płytami marmurowymi ołtarzem-ławą (arcosolium) o długości 210 cm (na całą długość pomieszczenia), jest miejscem złożenia ciała Chrystusa. Ściany komory grobowej nie są równoległe. Północno-wschodni i północno-zachodni narożnik ma nieco ostrzejszy kąt. Pomieszczenie jest tak małe, że jednorazowo może pomieścić trzy lub cztery osoby.
Marmurowa płyta grobu nie była podnoszona od przebudowy na początku XIX wieku, aż do października 2016, kiedy rozpoczęto prace remontowe edykuły i Grobu. Stare przekazy z XVI w. relacjonowały, że pod płytą znajduje się wnęka z czasów Konstantyna, pod nią kolejna płyta i dopiero właściwa komora grobowa. Wstępne informacje przekazane przez naukowców prowadzących prace renowacyjne potwierdzają, że przykryte marmurową płytą części grobu przetrwały do czasów współczesnych, a układ wnętrza jest zgodny ze wspomnianymi przekazami. 26 października 2016 naukowcy podnieśli płytę i dokonali wstępnej inspekcji komory podczas której odnaleźli znaczną ilość materiału wypełniającego wnętrze. Podczas trwających 60 godzin prac odsłonili kolejną marmurową płytę, na której powierzchni wyryty był znak krzyża. 28 października odsłonięto wnętrze samej niszy grobowej. W opinii naukowców – w stanie nienaruszonym. Fredrik Hiebert, archeolog National Geographic wskazuje, że odkrycie potwierdza tezę, iż przez wieki lokalizacja Grobu nie uległa przesunięciu. Naukowcy potwierdzili także istnienie wewnątrz edykuły pierwotnych ścian wapiennej jaskini.
Z prawa do odprawiania nocnych liturgii przy Grobie korzystać mogą łacinnicy, przedstawiciele patriarchatu prawosławnego i obrządku ormiańskiego.

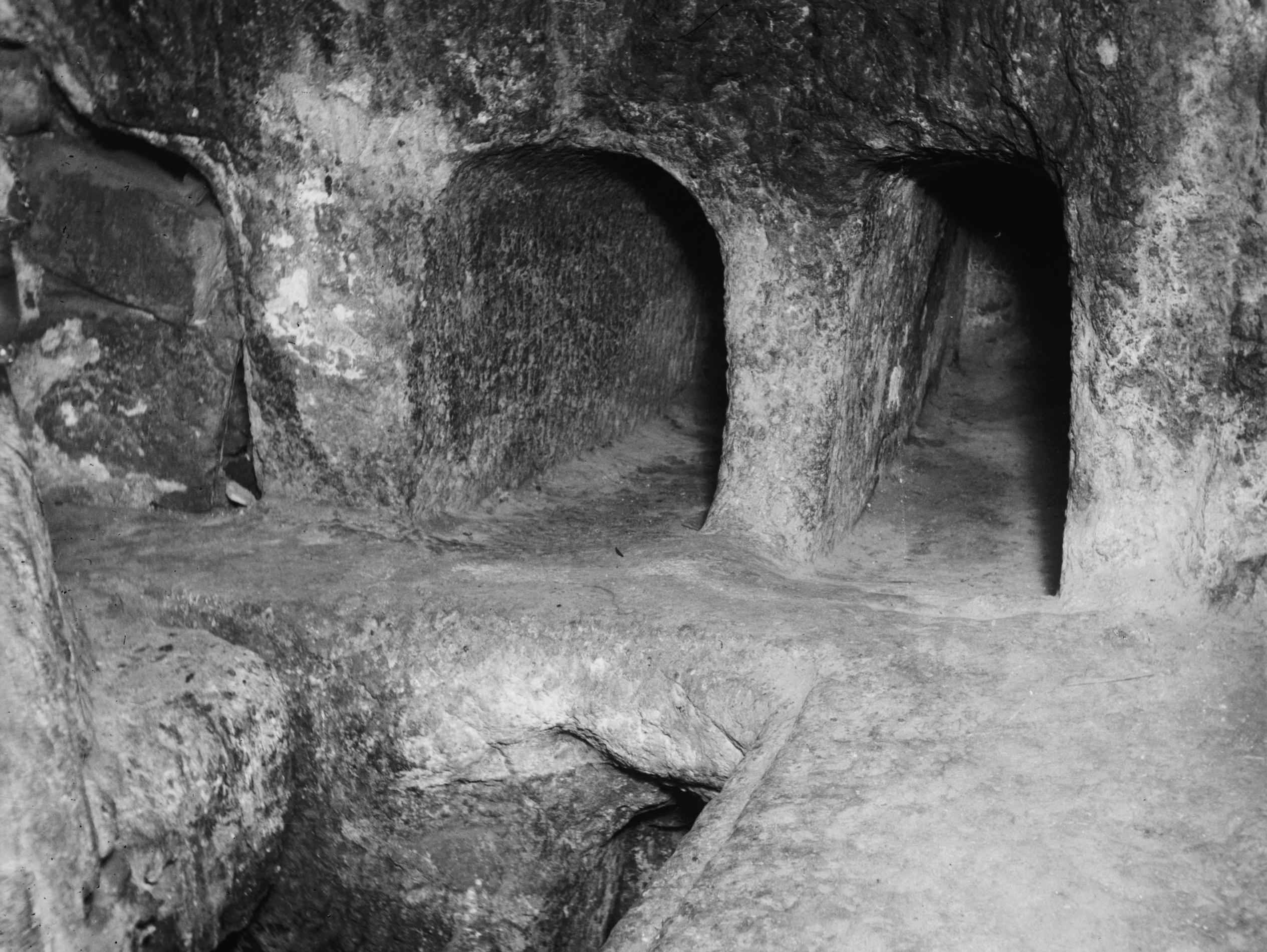
Starożytne nisze grobowe (kochim) przy kaplicy Syryjczyków

### Kaplica Syryjczyków
Kaplica Syryjczyków (zwana także kaplicą Nikodema) jest zlokalizowana w absydzie Anastasis, na północ od edykuły Grobu. Można w niej znaleźć fragmenty oryginalnego muru bazyliki z IV wieku. Po lewej stronie kaplicy znajduje się małe niskie wejście do żydowskiej komory grobowej, z typowymi dla I wieku przed i I wieku po Chrystusie, niszami grobowymi kochim. Musiały powstać przed włączeniem tych terenów w granice Jerozolimy w 41 r. n.e. Grobowiec został odkryty w XV w. i bywa określany jako miejsce pochówku Józefa z Arymatei. Fakt istnienia tych grobów stanowi potwierdzenie, że ten teren był wykorzystywany do pochówków.

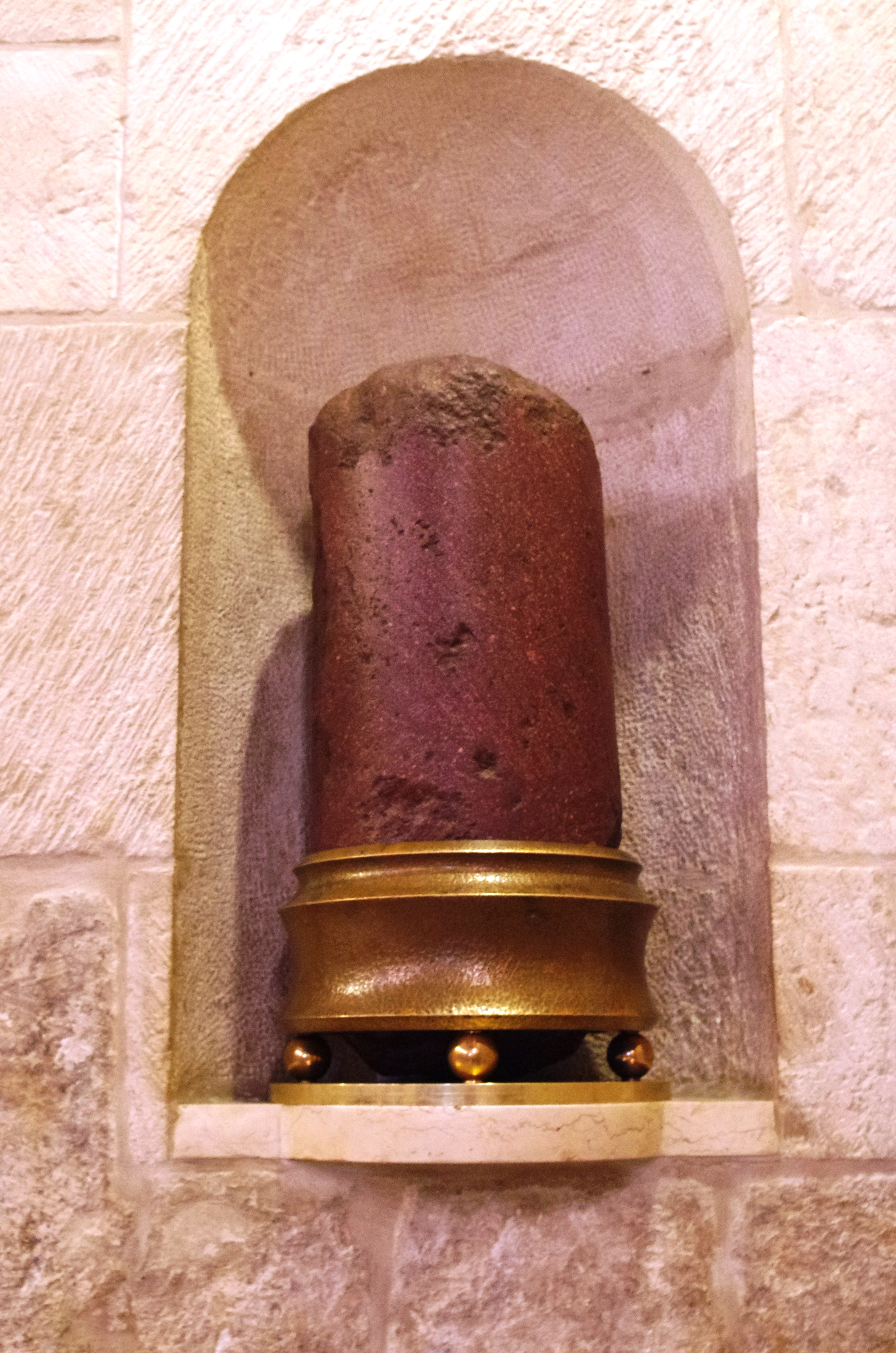
Kolumna Biczowania w kaplicy Ukazania się Chrystusa swej Matce

### Kaplica Najświętszego Sakramentu
W północnej części Anastasis zlokalizowana jest kaplica Najświętszego Sakramentu, która jest we władaniu katolików i pełni funkcję kościoła franciszkańskiego. Jest poświęcona objawieniu się przez zmartwychwstałego Jezusa Maryi. Z tego powodu bywa także nazywana kaplicą Ukazania się Chrystusa swej Matce (Chapel of the Apparition of Jesus to his Mother), kaplicą św. Marii lub kaplicą Najświętszej Panny Maryi. Zdarzenie takie nie jest wymieniane w Ewangeliach, ale wypływa z przekazów tradycji chrześcijańskiej. W kaplicy znajduje się czczona kolumna biczowania. We wnęce po prawej stronie ołtarza ustawiona jest fragment porfirowej kolumny. Według franciszkanów przez wieki stała w Wieczerniku i była czczona przez wiernych jako Kolumna Biczowania. Fakt przechowywania pręgierza, przy którym biczowany był Jezus potwierdzała w IV w. Egeria: „Każdy (...) idzie natychmiast do Syjonu, by modlić się przy kolumnie, przy której biczowano Pana”. Jak wyjaśnia Euzebiusz, na pobliskiej górze Syjon funkcjonował przerobiony z synagogi kościół Apostołów, w którym pod przewodnictwem biskupa Szymona gromadziła się wspólnota judeochrześcijan. Być może pręgierz był jednym z niewielu przedmiotów towarzyszących Jezusowi w ostatnich dniach, które mogły być przechowywane jako relikwia przez chrześcijan wywodzących się z judaizmu. Prawo Mojżeszowe zabraniało bowiem przechowywania wewnątrz murów miejskich czegokolwiek, co miało kontakt ze zwłokami, a tym samym było nieczyste. Nie wolno było takich przedmiotów przechowywać w synagodze. Kolumna została przewieziona do bazyliki w 1553 przez gwardiana klasztoru, ojca Bonifacego z Raguzy.
Kaplica została wzniesiona w XI w. przez cesarza Konstantyna IX Monomacha w miejscu, które w IV w. stanowiło dziedziniec pałacu patriarchów. W XII w. krzyżowcy przebili przejście umożliwiające dostęp do bazyliki od strony północnej. W położonej obok zakrystii ściennej gablocie wyeksponowane są ostrogi i miecz, które są przypisywane Obrońcy Grobu Świętego Gotfrydowi z Bouillon. Przewodnik po Ziemi Świętej autorstwa Jerome’a Murphy-O’Connora jako jedyny opisuje tę kaplicę jako kaplicę św. Marii Magdaleny.

### Kaplica św. Marii Magdaleny
Kaplica św. Marii Magdaleny zlokalizowana jest w północnej części transeptu, przed wejściem do kaplicy Najświętszego Sakramentu. Należy do obrządku łacińskiego i jest dedykowana spotkaniu między Marią Magdaleną i Jezusem po Jego zmartwychwstaniu. Nad ołtarzem umieszczony jest posąg z brązu przedstawiający to spotkanie.

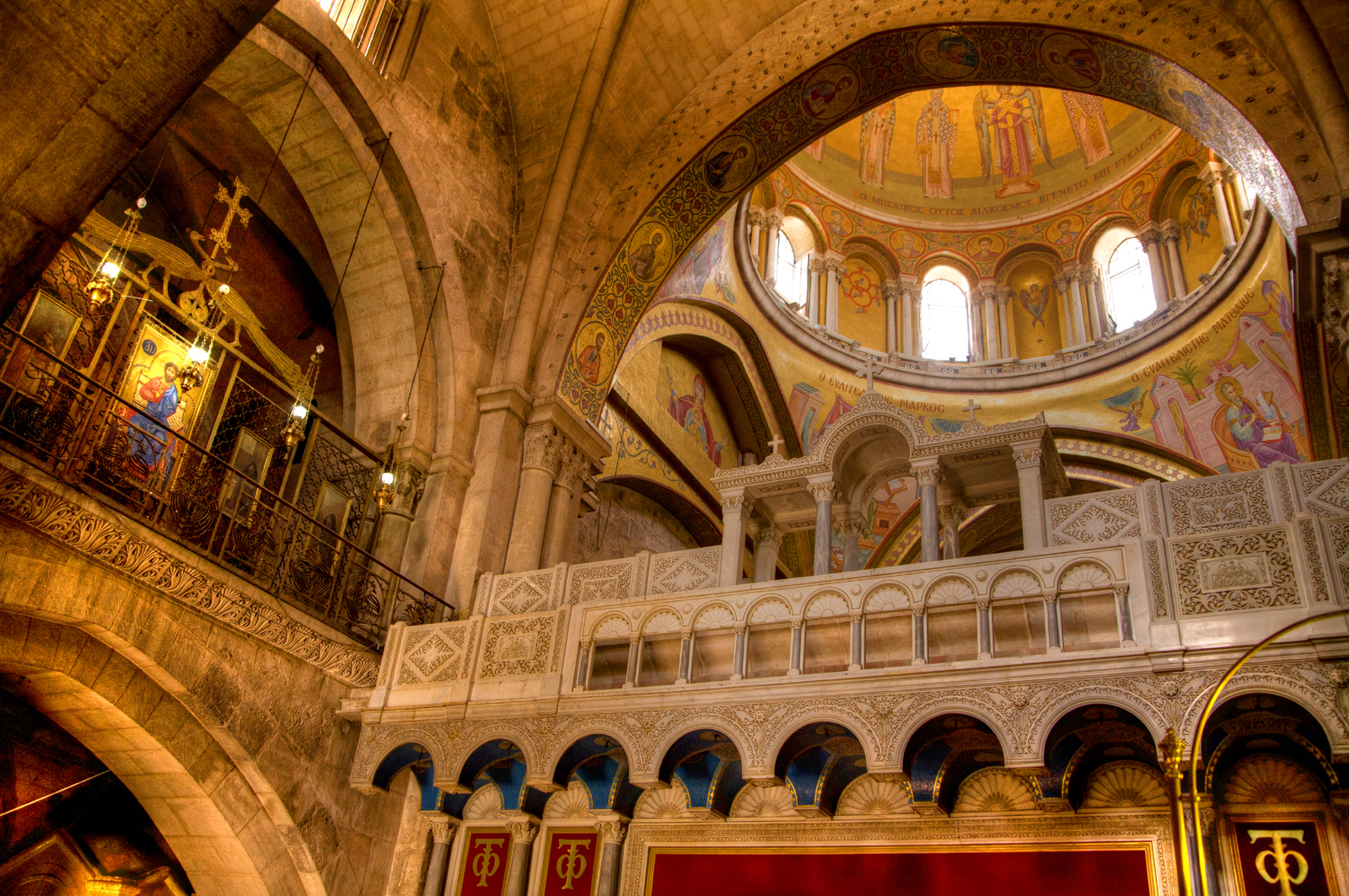
Kopuła nad kościołem krzyżowców (Katholikon)

### Katholikon– kościół krzyżowców
Zlokalizowany w centralnej części sanktuarium kościół krzyżowców został przebudowany przez władających tą częścią bazyliki przedstawicieli greckiego patriarchatu prawosławnego, którzy starali się nadać przestrzeni współczesny wygląd. Niestety przebudowa naruszyła dostojny styl, przejściowy między architekturą romańską a gotykiem. Katholikon, zwany też greckim Chórem został podczas przebudowy wygrodzony z reszty z odwróconym układem: z absydą w kierunku wschodnim, bez połączenia z nawami bocznymi i jedynym otwarciem w kierunku rotundy. Sklepienie Greckiego Chóru pokryte jest bizantyńskimi mozaikami. Wizja kosmicznego wymiaru powszechnego odkupienia poprzez śmierć i zmartwychwstanie Chrystusa jest symbolicznie ukazana w postaci marmurowego omfalos umieszczonego pod kopułą, które jest także nazywane Pępkiem Świata. Grecki chór zwieńczony jest wysoką kopułą, która została niedawno ozdobiona mozaikami w stylu bizantyjskim. W centralnej części mozaiki przedstawiona jest postać Chrystusa Pantokratora w otoczeniu biskupów i patriarchów Jerozolimy. Kopuła jest wsparta na pendentywach ozdobionych wizerunkami ewangelistów, a te z kolei spoczywają na kolumnach wzniesionych przez krzyżowców. Katholikon pozostaje w wyłącznym władaniu przedstawicieli greckiego patriarchatu prawosławnego.
Wnętrze – zgodnie z wystrojem kościołów wschodnich – zdobią sznury lamp. Pięknie rzeźbiony ikonostas zwieńczony jest krzyżem. Po bokach ikonostasu stoją dwa patriarchalne trony zastrzeżone dla prawosławnych patriarchów Antiochii i Jerozolimy. Rozmieszczone ikony nie prezentują zbyt wysokich walorów artystycznych.
Podczas prac wykopaliskowych prowadzonych w latach 1967–1968 pod posadzką w okolicy obecnej absydy pochodzącej z kościoła krzyżowców, odkryto fundamenty absydy bazyliki Martyrium wzniesionej w IV wieku przez Konstantyna.

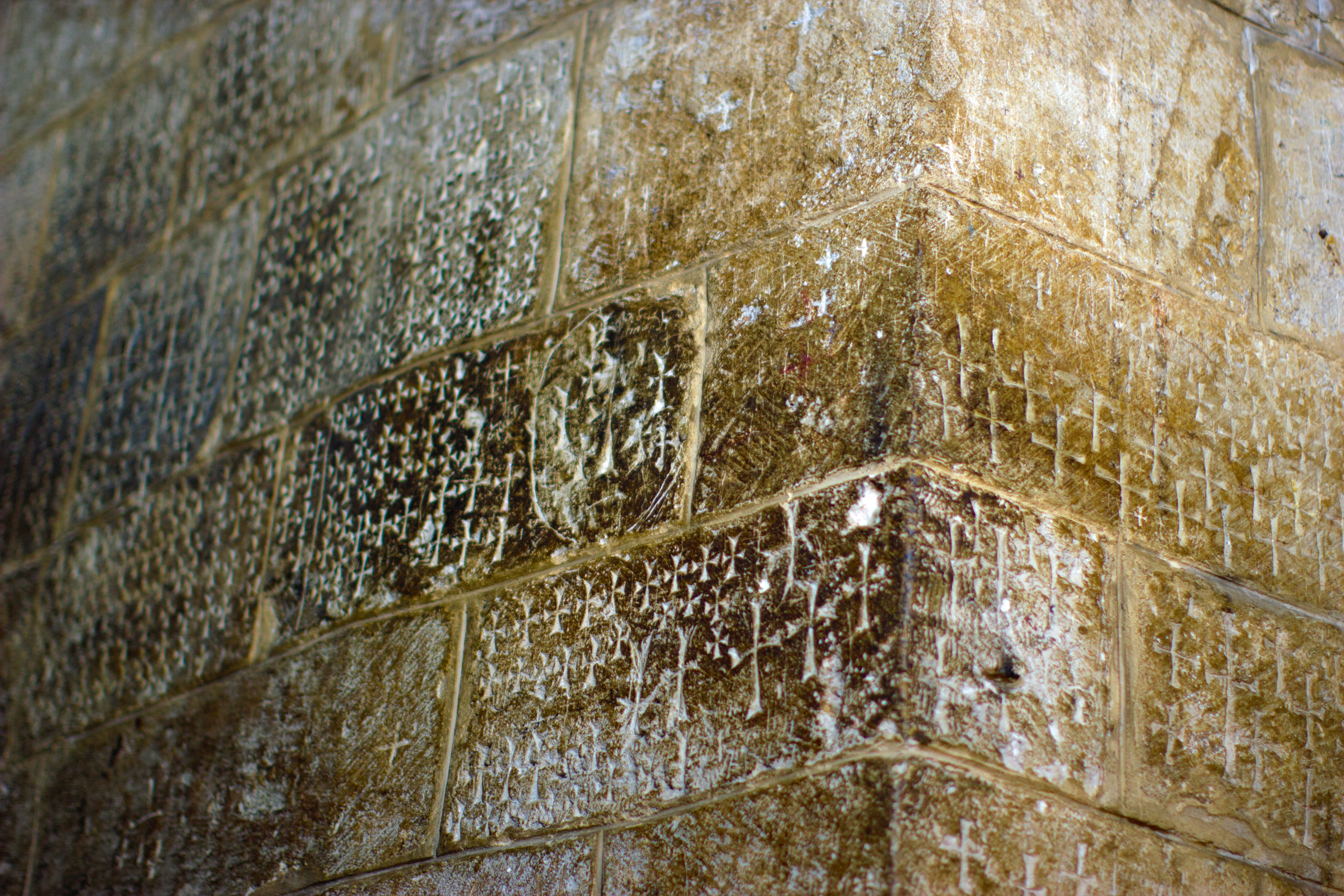
Krzyże wyryte przez krzyżowców na ścianie schodów krypty św. Heleny

### Kaplice wzdłuż ambitu
W ambicie przy wschodniej absydzie zlokalizowanych jest kilka otwartych eksedr, w których urządzone są kaplice. W kolejności od prawej nawy:
- prawosławna kaplica Longinusa – setnika, który włócznią przebił bok Chrystusa[7]. Jak mówi tradycja, Longin został chrześcijaninem i wnet porzucił służbę. Później prowadził działalność apostolską w Kapadocji i ostatecznie poniósł śmierć męczeńską w Cezarei Kapadockiej[105]. Kaplica była nazywana także kaplicą Napisu Krzyża, na wspomnienie przechowywanego niegdyś w bazylice Titulus Crucis[58],
- ormiańska kaplica Rozdzielenia Szat[7],
- oraz – za schodami wiodącymi do krypty św. Heleny – prawosławna kaplica Wyszydzenia[7], zwana też kaplicą Obelg[6], lub też Koronacji i urągania. Upamiętnia koronowanie Jezusa cierniową koroną i wyszydzanie przez rzymskich żołnierzy. Pod mensą ołtarza tej kaplicy widoczna jest niska kolumna z szarego marmuru, przy której – zgodnie z tradycją – miały miejsce te wydarzenia[58].

### Krypta św. Heleny
W ambicie wokół absydy znajduje się także wejście do krypty św. Heleny. Wiedzie na dół schodami, których ściany pokryte są licznymi krzyżami wyrytymi przez krzyżowców. Północną i południową ścianę krypty tworzą fundamenty nawy bazyliki konstantyńskiej. Krypta jest we władaniu wspólnoty ormiańskiej. Centralny ołtarz poświęcony jest św. Helenie, a zlokalizowany po północnej jego stronie upamiętnia dobrego łotra św. Dyzmę. Na prawo od głównego ołtarza znajdują się schody wiodące na dół, do pozostałości dawnej rzymskiej cysterny, w której – według tradycji – odnalezione zostały krzyże Jezusa i dwóch łotrów. W tym miejscu utworzono kaplicę Znalezienia Krzyża Świętego. Wierni koptyjscy kwestionują jednak tę lokalizację i wskazują, że faktyczne miejsce odnalezienia krzyży znajduje się w bardzo głębokiej cysternie, która jest usytuowana pod ich klasztorem.

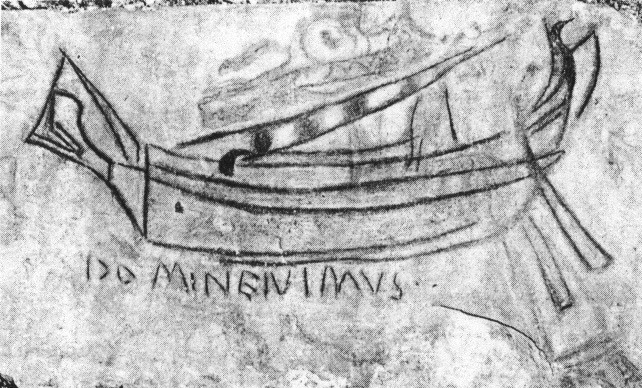
Wizerunek łodzi w kaplicy św. Wardana

### Kaplica św. Wardana i Ormiańskich Męczenników
Na północ od ołtarza, w krypcie św. Heleny, znajdują się drzwi wiodące do kaplicy świętego Wardana i Ormiańskich Męczenników. Kaplica została utworzona w podziemnym kamieniołomie z VIII–VI w. p.n.e. Po zbadaniu ścian kaplicy archeolodzy zidentyfikowali fragmenty datowane na II wiek po Chrystusie i określili, że są to elementy podbudowy świątyni kapitolińskiej cesarza Hadriana. Na jednej ze ścian zachował się, wyryty przez pielgrzyma z IV w. wizerunek małego żaglowego statku handlowego, typowego dla okresu rzymskiego, z inskrypcją DOMINE IVIMUS (Panie poszliśmy), która stanowiła nawiązanie do pierwszych wersetów Psalmu 122: „Uradowałem się, gdy mi powiedziano: «Pójdziemy do domu Pańskiego!» Już stoją nasze nogi w twych bramach, o Jeruzalem”.

### Więzienie Jezusa
Na wschodnim końcu północnej nawy bazyliki zlokalizowana jest mała kaplica nazywana więzieniem Jezusa. Kaplica jest częściowo wydrążona w skale i ma starożytny wygląd, lecz brak podstaw historycznych do uznania, że jest to prawdziwe miejsce przetrzymywania Chrystusa przed ukrzyżowaniem. Przed wejściem wyeksponowane są kamienne dyby, które rzekomo miały być używane do więzienia Jezusa.

## Fragmenty świątyni Konstantyna zachowane poza obecnym budynkiem bazyliki
Bazylika wzniesiona w IV w. staraniem cesarza Konstantyna była budowlą znacznie większą od obecnego sanktuarium. Różnego rodzaju elementy tamtej budowli można znaleźć w obiektach zlokalizowanych w pobliżu.

### Klasztor etiopski
Pomiędzy obecną bazyliką a biegnącym w rejonie dawnego Cardo Maximus Suk Chan az-Zajt rozciąga się teren klasztoru etiopskiego. Erem położony jest wśród ruin średniowiecznego klasztoru wzniesionego przez krzyżowców na miejscu dawnej konstantyńskiej bazyliki Martyrium. Na środku klasztornego dziedzińca otoczonego glinianymi chatami zlokalizowana jest kopuła, przez którą dociera światło dzienne do położonej poniżej krypty św. Heleny. W sklepie ze słodyczami, który jest zlokalizowany przy Suk Chan az-Zajt w pobliżu schodów wiodących do etiopskiego klasztoru, odnaleźć można główne drzwi wiodące przed wiekami do atrium konstantyńskiego sanktuarium.

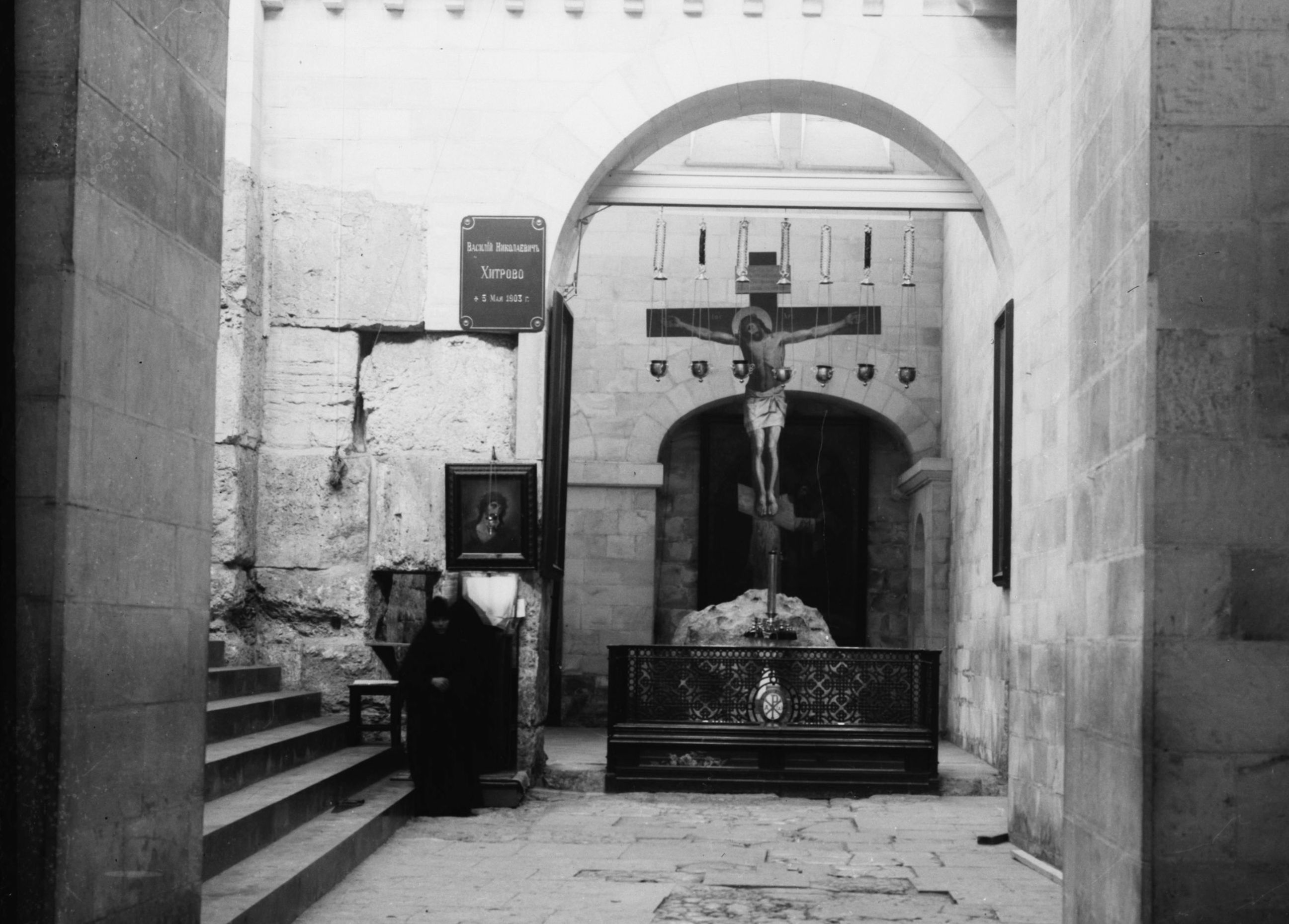
Hospicjum Aleksandrowskie – po lewej stronie widoczny odkryty fragment murów wschodniej części bazyliki Konstantyna Wielkiego

### Rosyjskie Hospicjum Aleksandrowskie
W odległości kilkudziesięciu metrów od bramy wejściowej do bazyliki zlokalizowane jest rosyjskie Hospicjum Aleksandrowskie. Pomieszczenia dla pielgrzymów rosyjskich zostały zbudowane w XIX w. z inicjatywy wielkiego księcia Sergiusza Aleksandrowicza Romanowa, który sam pielgrzymował do Jerozolimy w 1881. Podczas budowy odkryto fragmenty pogańskiej świątyni Wenus, która została wybudowana w II wieku z rozkazu cesarza Hadriana. Zidentyfikowano między innymi pozostałości platformy temenosu zespołu świątyni oraz pozostałości łuku tryumfalnego cesarza na ufundowanym przez niego forum. Wśród odkrytych śladów wyróżniany jest fragment inskrypcji datowanej na II lub III wiek. Zachowane znaki IMP[...] PART[...], są interpretowane przez badaczy jako fragment typowej cesarskiej dedykacji, która mogła wyglądać następująco: IMP. CAES. DIVO. TRAIANO. PARTHICI.... Na terenie hospicjum przetrwały także elementy wschodniej części bazyliki Konstantyna Wielkiego, która została zniszczona w 614 oraz w 1009 r..

## Święty Ogień
Przedstawiciele Kościoła prawosławnego twierdzą, iż we wnętrzu bazyliki każdego roku zobaczyć można „Cud świętego ognia”. Ma on miejsce każdego roku w Wielką Sobotę (według kalendarza juliańskiego, obowiązującego w Cerkwi prawosławnej). Co roku z okazji prawosławnych Świąt Wielkanocnych przybywa tam wielu pielgrzymów z Grecji, Cypru, ale też i z całego świata. Około godziny 13:45 czasu miejscowego prawosławny patriarcha Jerozolimy trzykrotnie obchodzi kaplicę Bożego Grobu. Następnie zdejmuje szaty liturgiczne i z dwoma dużymi pękami świec (po 33 sztuki – tyle ile lat miał Chrystus) wchodzi do kaplicy Anioła, a następnie do właściwej kaplicy Grobu. Wejście do kaplicy jest pieczętowane, a sam patriarcha, jeszcze przed wejściem do jej wnętrza, sprawdzany jest czy nie wnosi niczego, dzięki czemu mógłby zaprószyć ogień. Po modlitwie (czasami czas oczekiwania jest dłuższy, a czasami krótszy), wedle relacji patriarchy, samoistnie pojawia się ogień na płycie Grobu Pańskiego, od którego zapala on świece i wynosi do wiernych, ogłaszając radosną nowinę o Zmartwychwstaniu Chrystusa. Tradycja związana z pojawianiem się ognia na Grobie Jezusa jest także pielęgnowana przez wiernych Kościoła ormiańskokatolickiego.